# Teresópolis
Teresópolis é um município brasileiro situado no interior do estado do Rio de Janeiro, Região Sudeste do país. Localizado na Serra Fluminense, pertence à Região Geográfica Intermediária de Petrópolis, e está distante a cerca de 94,3 km a norte da capital do estado. Ocupa uma área de pouco mais de 770 km², sendo aproximadamente 64 km² em área urbana, e sua população em 2022 era de 165 123 habitantes.
O começo do povoamento ocorreu em meados do século XVI por índios timbiras, antes mesmo da chegada dos portugueses. Certo progresso foi visto quando um fluxo de escravos que fugiam das plantações de cana da Baixada Fluminense levou à formação do Quilombo da Serra, primeiro povoado da região. Posteriormente, George March, um português de origem inglesa, adquiriu algumas terras onde hoje situa-se o bairro do Alto e as transformou na fazenda de Santo Antônio, que posicionava-se no caminho que ligava o Rio até a Província de Minas Gerais. O local foi escolhido como ponto de repouso aos comerciantes que faziam este trajeto, dando início a um lento processo de progressão do então distrito de Santo Antônio de Paquequer. Em 6 de julho de 1891, o governador Francisco Portela assinou um decreto de criação do município, emancipando de Magé. Desde então, Teresópolis se desenvolveu rapidamente, principalmente após a construção da ferrovia com ligação direta até a capital que anos mais tarde foi substituída por uma rodovia.
Cercado por montanhas e unidades naturais de conservação, como o Parque Nacional da Serra dos Órgãos, Parque Estadual dos Três Picos e Parque Natural Municipal Montanhas de Teresópolis, tem sua identidade ligada diretamente ao turismo natural, além de ser sede do centro de treinamento da Seleção Brasileira de Futebol e abrigar uma feira ao ar livre de artesanato com mais de 700 expositores. Conta também com monumentos de valor histórico e patrimonial, como a Matriz de Santa Teresa, Igreja de Santo Antônio do Paquequer, Palacete Granado, Palácio Teresa Cristina, Mirante da Granja Guarani e Fonte Judith.

## Etimologia
O nome "Teresópolis" é formado pela junção do antropônimo "Teresa" com o termo de origem grega pólis, significando, portanto, “cidade de Teresa”. Trata-se de uma homenagem à imperatriz brasileira Teresa Cristina, esposa do Imperador D. Pedro II.

## História

### Origens e povoamento
Antes da chegada dos primeiros portugueses à região de Magé, no século XVI, a mesma era habitada por índios Timbira, Tamoio e Temiminó, da tribo de Arariboia, chamados pejorativamente por seus inimigos de "maracajás". Na parte alta, que hoje corresponde à Serra dos Órgãos e consequentemente a Teresópolis, era registrado povoamento dos Guaranis, além do Quilombo da Serra, que abrigava escravos fugitivos das fazendas de cana-de-açúcar da baixada mageense. No século XVIII, várias trilhas surgiram na subida da Serra a partir de Guapimirim que tinham como destino onde hoje está localizado o bairro de Três Córregos, no Segundo Destrito. O primeiro caminho passava pela Garganta Maria da Prata (hoje na área do Parque Estadual dos Três Picos) e chegava a Canoas. O segundo caminho passava pelo Soberbo e Garrafão (em trajeto próximo ao da BR-116, no Parque Nacional da Serra dos Órgãos) e chegava a Boa Vista e Paquequer, onde atualmente está o bairro do Alto.
A primeira descrição oficial da região onde hoje situa-se Teresópolis foi feita em 1788 por Baltazar Lisboa, juiz de fora do Rio de Janeiro, ordenada pelo Ministro e Secretário dos Negócios Ultramarinos. Em sua descrição, Baltazar relata as características da serra e um suposto "sertão" onde hoje situa-se a Cascata do Imbuí. Além disso, finalizou relatando que "nada de notável havia, além da estrada de penetração partindo de Piedade (litoral), galgando a serra e seguindo para o verdadeiro sertão".

### George March e sua fazenda
Desde o início do século XIX, após a colonização, os ingleses foram os primeiros estrangeiros a chegar ao Brasil, com o objetivo de se beneficiarem das favoráveis condições de negócio e comércio oferecidas pelos portugueses, algo que se acentuou em 1808 com a abertura dos portos. Nessa época, 90% de todo o comércio português era realizado com a Inglaterra. Isso fez com que os comerciantes ingleses conquistassem grande lucratividade em suas atividades de comércio e indústria, ora fazendo consórcios com empresários brasileiros, ora por meio da construção de laços familiares.
George March, nascido em 1788, foi um dos ingleses que imigraram para Brasil, estabelecendo-se primeiramente na atual Rua Visconde Inhaúma, nº32, Praça Mauá, Centro do Rio de Janeiro, em 1813, com a Barker & March, firma especializada em importação de máquinas, aço, tecido e outras mercadorias inglesas, fixando residência em uma chácara localizada em Botafogo. Mais tarde, por volta de 1818, arrendou uma extensa área de terras situadas na Serra dos Órgãos, a fazenda de Sant’Anna do Paquequer, propriedade de D. Luiza Clemente da Silva, na época pertencente à Magé, onde hoje localiza-se a região do bairro do Alto. A fazenda tinha quatro sesmarias de uma légua quadrada cada, que foram posteriormente adquiridas por compra. March construiu um prédio de dois andares onde era a sede da fazenda, inspirando-se em desenhos do secretário da embaixada inglesa, William Ouseley, bem como uma aquarela de autor anônimo.
Ao longo dos anos, gradativamente, a fazenda gozou de certo progresso. March transformou as terras incultas e matas virgens que ali havia em uma fazenda modelo, com produção em larga escala de diversas espécies de legumes, verduras e cereais, além de mobiliar toda a sede da fazenda para seu conforto. Entre 1829 e 1830, de acordo com relato do viajante inglês Walsh, havia uma imensa área de pastagens para criação de 150 cavalos e mulas, cem cabeças de gado preto, além de carneiros e porcos. Uma década mais tarde, de acordo com relatos de outro viajante, Gardner, havia uma grande plantação de hortaliças que supria regularmente o mercado consumidor do Rio de Janeiro com vegetais de origem europeia, localizada onde atualmente corresponde ao bairro Quebra Frascos. O ali produzido era enviado duas vezes por semana em três lotes de 21 animais para o porto de Piedade. Teresópolis assim, começava a abastecer o estado do Rio de Janeiro com hortaliças e frutas, algo que ocorre até a atualidade. Gardner comentou, ainda, que a disciplina imposta aos escravos na fazenda era bastante rigorosa, além do que em outras que ele havia visitado no Brasil.
Os caminhos lamacentos por onde as mercadorias eram transportadas era a única forma de acessar a propriedade, e eles só podiam ser vencidos pela resistência e força dos cavalos e mulas, que serviam para o transporte das mercadorias que iam da fazenda para o Rio de Janeiro e também para trazer as que eram adquiridas na capital para o abastecimento próprio. Para cuidar dos animais e de sua propriedade, March tinha cerca de 150 escravos, distribuídos em diversas senzalas, além de aproximadamente cinquenta casas de pau a pique, cobertas de sapê e baixas na medida em que um homem mal podia ficar de pé, formadas por dois compartimentos: em um, ficava a cama e o girau de paus trançados, no outro, o fogo, que ficava aceso o dia inteiro mesmo que estivesse fazendo muito calor. March recebia frequentemente visitantes, como os diplomatas franceses Jules Itier e Ferriére de Voyeur, Alfredo d'Escragnolle, Visconde de Taunay, Percy Smythe, 6.º Visconde Strangford e William John Burchell, que produziu no local aquarelas de bico de pena que se encontram atualmente em exposição no Instituto Moreira Salles. Os convidados tinham o costume de registrar em seus diários as impressões da região, principalmente sobre a Serra dos Órgãos, que despertava a atenção de todos por seu formato peculiar.

### Morte de March e desenvolvimento

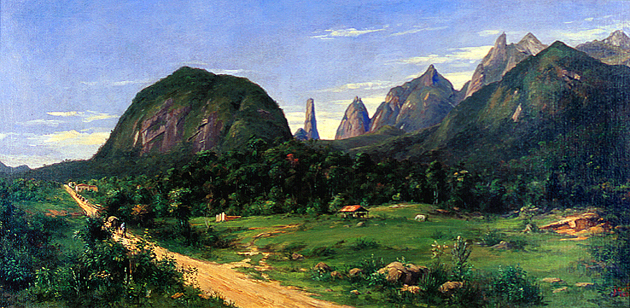
Vista da freguesia de Teresópolis em 1885.

George March faleceu em 1845. Seus filhos iniciaram a divisão das terras junto aos seus tutores John Fulding, John Prince James e Richard Heath cinco anos mais tarde, em 1850. Os sócios da firma Antônio Fernandes Coelho & Cia adquiriram grande parte das terras e revenderam em lotes a pessoas interessadas do Rio de Janeiro. O coronel Polycarpo José Álvares de Azevedo, de Guapimirim, adquiriu terras na região da sede da fazenda, iniciando o que seria a primeira planta de uma futura cidade. Seguindo a tradição de ser um local de repouso e veraneio, o local iniciou um lento e promissor desenvolvimento a partir de pequenos povoados formados nos locais loteados pelos novos proprietários, o que contribuiu para alcançar a categoria de freguesia em 25 de outubro de 1855 através do Decreto Provincial nº 829, anexando-a oficialmente como parte do município de Magé com o nome de Santo Antônio do Paquequer.

### Emancipação e configuração administrativa

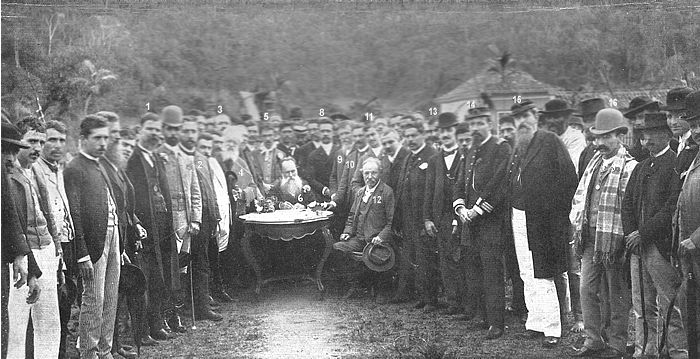
Assinatura de contrato entre o governador do estado Francisco Portela (6) e a empresa Estrada de Ferro Therezópolis em 7 de julho de 1890.

Em 16 de junho de 1890 foi firmado um acordo entre o governo do estado com Jerônimo Roberto de Mesquita e Domingos Moitinho, autorizando-os a executar a construção de linhas férreas que integrariam o estado pelo prazo de 70 anos, com garantias de 6% ao ano sobre o capital empregado (80 contos de réis por quilômetro). Tal acordo foi oficializado em 7 de julho de 1890, quando um contrato entre o governador do estado Francisco Portela e a empresa Estrada de Ferro Therezópolis foi assinado na atual Praça Baltazar da Silveira. Além de planejar a construção de uma linha férrea que ligaria Niterói até um terminal que seria construído na Várzea, onde foi fincada uma estaca para simbolizar o acordo, a empresa tinha a responsabilidade de fundar uma cidade com serviços de saneamento básico, iluminação pública, bondes, linhas telegráficas e telefônicas. A cerimônia teve a presença de algumas personalidades influentes da época, como Godofredo Xavier da Cunha e Nicola Antonio Facchinetti. Em paralelo a isso, havia a intenção de transferir a capital do estado para esta localidade, algo que era desejo de Francisco Portela desde 1858 e previamente acordado com os contratados.
Pelo decreto-lei estadual nº 280, de 6 de julho de 1891, Santo Antônio do Paquequer passou a denominar-se Teresópolis, em homenagem à Imperatriz Teresa Cristina, esposa de D. Pedro II, sendo desmembrado o seu território do município de Magé. No mesmo decreto, foi criado o distrito de Santa Rita e pelo decreto-lei estadual nº 517 o distrito de Sebastiana, de Nova Friburgo, foi anexado ao município de Teresópolis, concluindo, assim, sua formação administrativa com três distritos que se perdura até os dias atuais.
Três anos após a assinatura do contrato, nada havia sido feito sobre a criação de Teresópolis para ser capital do Estado, tampouco a implantação da estrada de ferro. A justificativa para a estagnação do projeto era que um terço do capital da empresa havia sido utilizado em estudos e instalações que se tornariam completamente ineptos. Em decorrência disso, o governador José Tomás da Porciúncula resolveu alterar o contrato, incluindo novas cláusulas e reduzindo as vantagens anteriormente concedidas a empresa, além de determinar a transferência da capital do estado para Petrópolis.

### Chegada do trem e expansão econômica

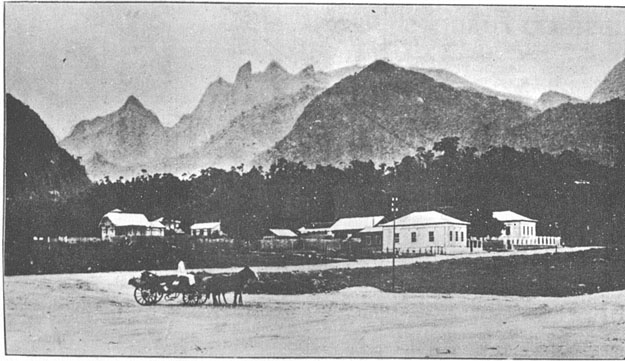
Fotografia do Alto em 1911, principal bairro de Teresópolis em seus anos iniciais.

Durante o século XIX, o trem foi o principal meio de transporte e se expandiu mundialmente até a segunda metade do século XX. No estado do Rio, pioneiro no transporte ferroviário no país, havia a Estrada de Ferro Therezópolis, que funcionava a partir do cais da Piedade, onde atracavam as barcas de passageiros, até o distrito de Guapimirim, passando pelo centro do município de Magé. Até 1901, a estação de Guapimirim serviu como final da linha, até que foram iniciadas as obras para subir a Serra dos Órgãos. A expansão foi gradativa, chegando às localidades de Barreira em 1904, Miudinho em 1905 e, finalmente, Garrafão e Alto, mais precisamente no dia 7 de setembro de 1908, quando esse trecho foi inaugurado oficialmente e o trem enfim chegou a Teresópolis.
Nas décadas posteriores, foi notado que a estrada de ferro propiciou um certo progresso da área. Em 1919, com a administração da ferrovia tomada pela Estrada de Ferro Central do Brasil, o ramal foi prolongado até a Várzea, onde foi construída uma nova estação terminal, a Estação José Augusto Vieira, em 1929. Posteriormente, o ramal seria repassado à Estrada de Ferro Leopoldina, e os trens passaram a partir da Estação Barão de Mauá, no Rio de Janeiro, até Magé, onde seguiam para Teresópolis pelo trajeto original.
Na manhã de 9 de março de 1957, o trem desceu a Serra pela última vez em direção a Guapimirim, para dar lugar a um novo plano rodoviário, marcando, assim, o final de uma era. Os antecedentes desta inauguração duraram cerca de duas décadas, partindo a ideia de Armando Vieira, em 1932, que sonhava com esta ligação rodoviária. A ideia foi tomando corpo até a fundação da Sociedade dos Amigos de Teresópolis, que tinha Carlos Guinle entre seus membros. Foi este grupo que deu início às obras do primeiro trecho da via, entre o Alto e o Soberbo, num total de dois quilômetros. Em 1948, estudos foram feitos para analisar a viabilidade da construção do trecho requerido, após solicitação do Governo Federal. A intervenção de Heleno Nunes ao almirante Lúcio Meira, ministro da viação na época, foi fundamental para aprovação do projeto e autorização da obra, que ocorreu em 1955, pelo  Departamento Nacional de Estradas de Rodagem (DNER). O engenheiro Pierre Berman, auxiliado pelo irmão Raul, executou o projeto. A rodovia Rio-Teresópolis foi incluída como BR-4 no Plano Rodoviário Nacional, passando pela Baixada Fluminense, depois por Teresópolis, seguindo até São José do Além Paraíba e, dali, para o norte do país, num trajeto que corresponde à atual Rodovia Santos Dumont (BR-116/RJ).

## Geografia
A área total do município é de 770,601 km², sendo que 64,318 km² estão em área urbana. De acordo com a divisão regional vigente desde 2017, instituída pelo Instituto Brasileiro de Geografia e Estatística (IBGE), o município pertence às Regiões Geográficas Intermediária e Imediata de Petrópolis. Até então, com a vigência das divisões em microrregiões e mesorregiões, fazia parte da microrregião Serrana, que por sua vez estava incluída na mesorregião Metropolitana do Rio de Janeiro.

### Relevo e hidrografia

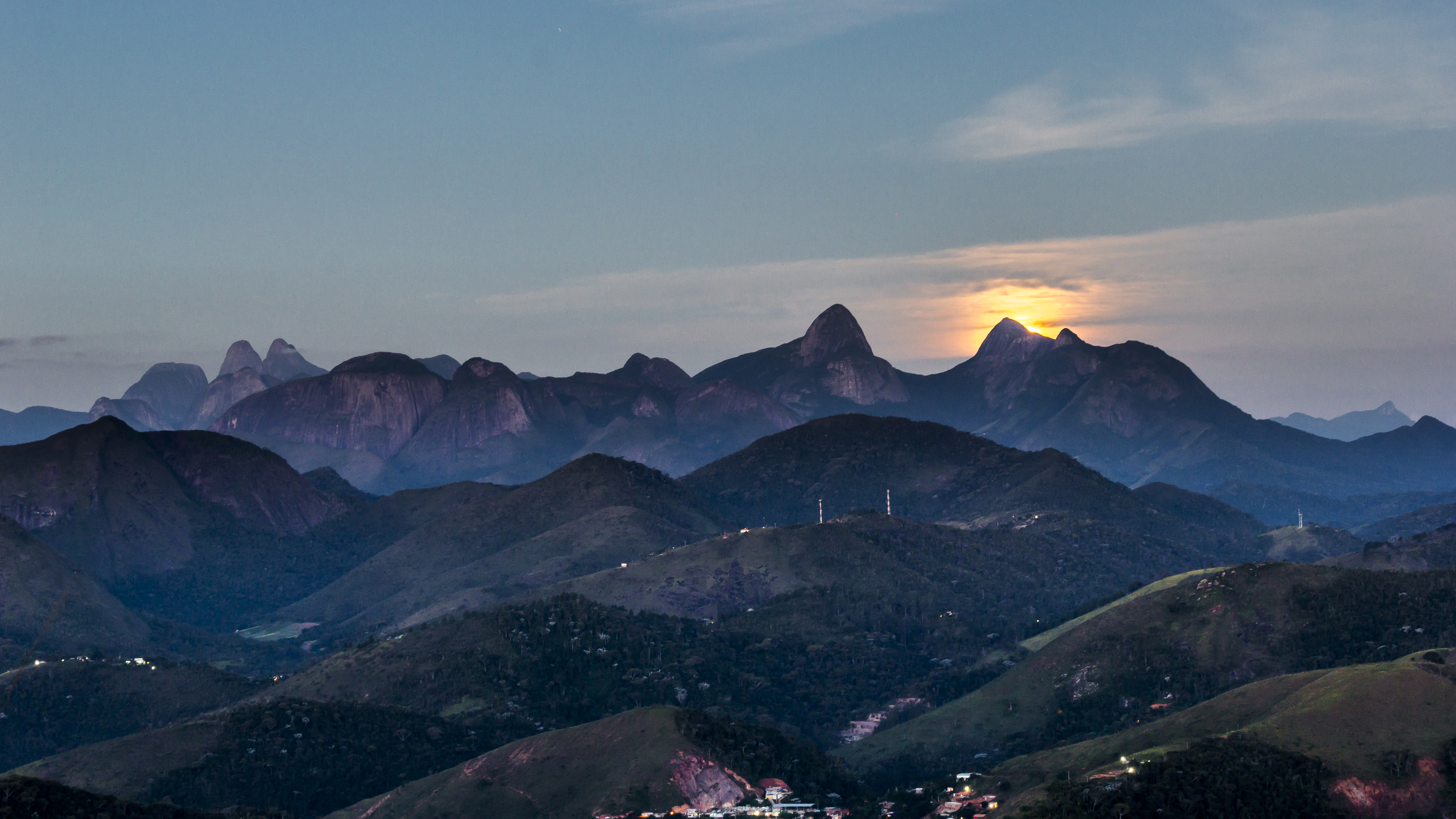
O seio da Mulher de Pedra é um dos pontos mais altos de Teresópolis.

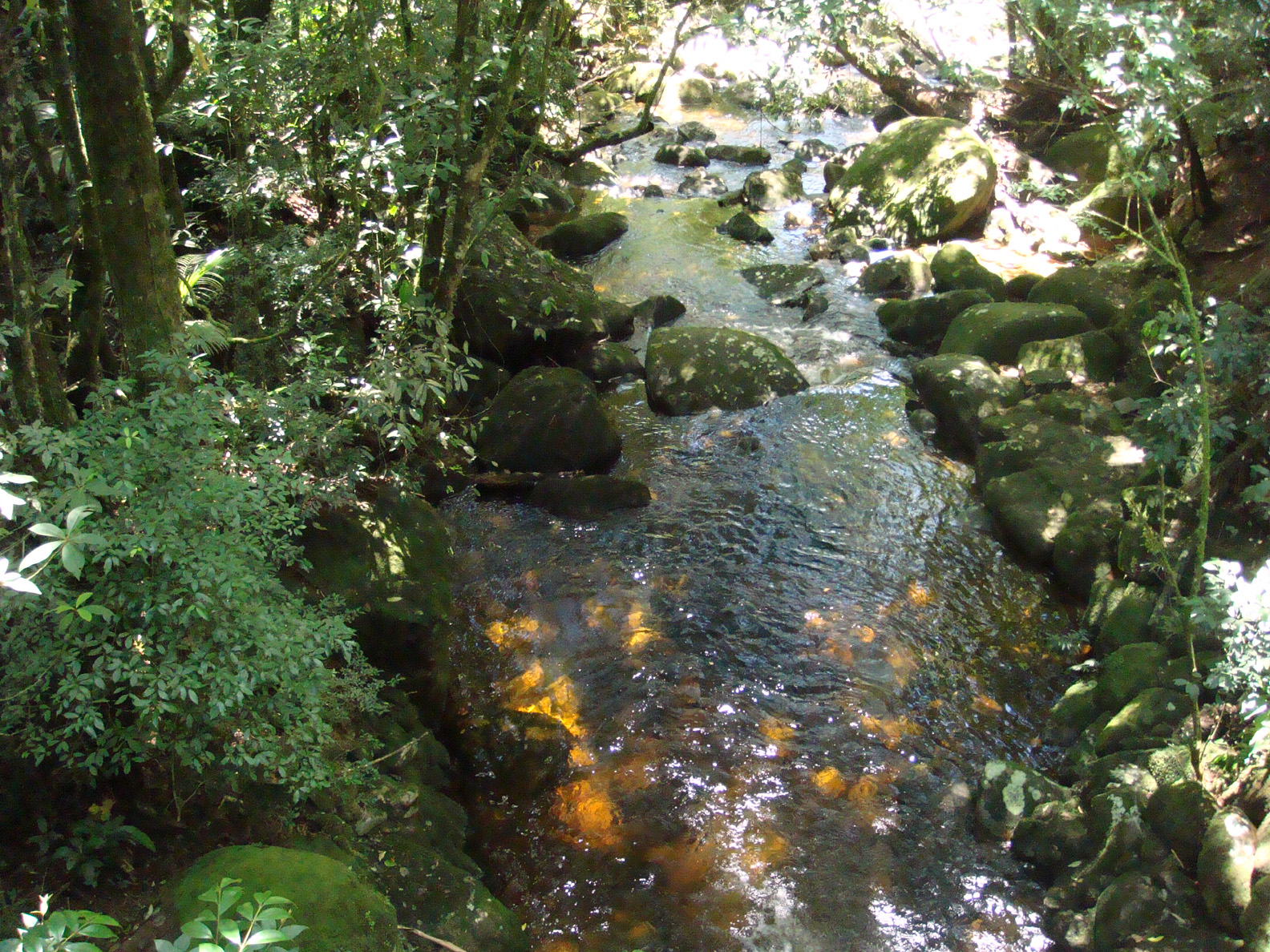
Trecho do Rio Paquequer nas proximidades de sua nascente.

O relevo do município é predominantemente montanhoso e caracterizado por ondulações, tendo resquícios de domínio de morros e de serras baixas na região oeste e de escarpas serranas na região limítrofe com os municípios de Cachoeiras de Macacu e Guapimirim. As maiores elevações podem ser encontradas nos extremos sul e sudoeste (região dos maciços da Serra dos Órgãos, onde a altitude chega aos 2 263 metros) e leste (região do Parque Estadual dos Três Picos, onde a altitude chega aos 2 040 metros). O centro tem altitude média de 869 metros, enquanto o Soberbo tem 972 metros. Nas regiões hídricas são encontradas as menores altitudes, com médias próximas de 700 metros.
Por suas formações montanhosas, Teresópolis é considerada a capital nacional do montanhismo. O município possui diversos locais que ultrapassam dois mil metros de altura, a começar por seu ponto culminante, a Pedra do Papudo, que atinge os 2 245 metros, Pedra Branca de Neve e Seio da Mulher de Pedra com 2 040 metros, São João com 2 030 metros e a Torre Maior de Bonsucesso com 2 000 metros.
A hidrografia do município é caracterizada pelos recursos hídricos superficiais e subterrâneos. Teresópolis faz parte da bacia hidrográfica do rio Paraíba do Sul, que possuí 56 500 quilômetros quadrados. No estado do Rio de Janeiro, essa bacia é composta por seis sub-bacias, e Teresópolis situa-se na sub-bacia do Funil até a foz dos rios Paraíbuna e Piabanha. Os principais recursos hídricos superficiais do município são rio Santa Rita, rio do Príncipe, rio Paquequer, rio das Bengalas, rio Preto, rio Vargem Grande, córrego Sujo, rio da Formiga, rio Vieira e rio dos Frades. O Paquequer banha a cidade, enquanto sua nascente encontra-se na Pedra do Sino, atravessando a cidade em direção norte, banhando áreas rurais e recebendo efluentes de origem industrial, doméstica e rural. Desemboca no rio Preto, um afluente do rio Piabanha, e forma internamente uma bacia hidrográfica que possui cerca de 269 quilômetros quadrados de extensão e abrange dois distritos: sede e Vale do Paquequer.

### Clima

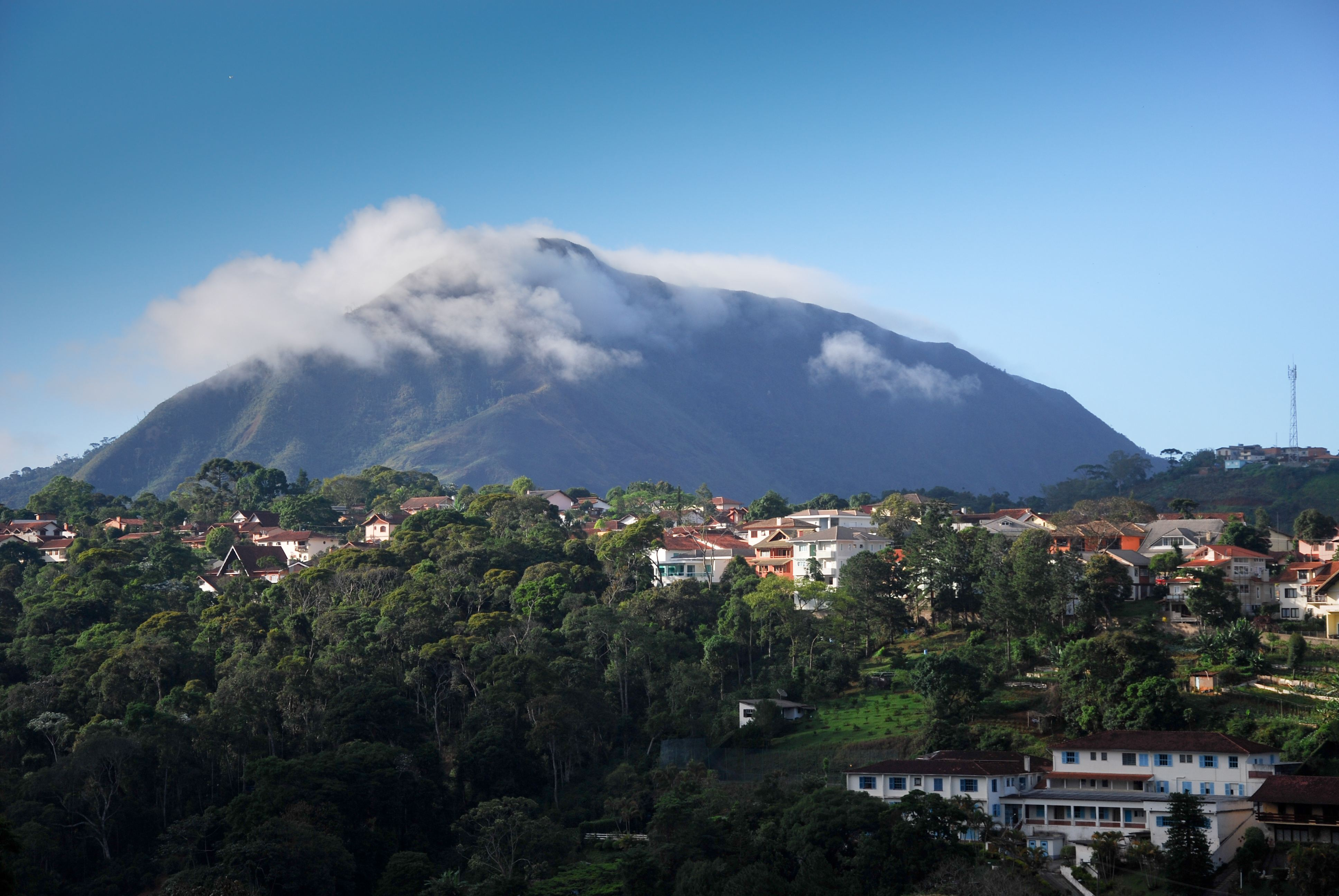
Nuvens sob a Serra do Cavalo em uma manhã de verão.

O clima teresopolitano é caracterizado como oceânico ou temperado marítimo de acordo com o Instituto Brasileiro de Geografia e Estatística (IBGE) e de tipo Cfb segundo a classificação climática de Köppen. A temperatura média anual é de 18 °C e a pluviosidade média é de 1 650 mm/ano, concentrados entre os meses de outubro e abril. Os meses mais quentes compreendem a estação das chuvas, com seu ápice em janeiro, enquanto os meses amenos abrangem a estação seca, com seu ápice em agosto, que tem média de 40 mm. As estações de transição são outono (mais úmida) e primavera (mais seca).
As precipitações ocorrem principalmente sob a forma de chuva geralmente acompanhada de descargas elétricas e fortes rajadas de vento. A incidência das descargas é maior durante o mês de janeiro e é uma característica típica das chuvas que caem sob o município, causando alguns transtornos recorrentes como incêndios e até excêntricos como a morte de animais. A média da umidade do ar está entre 82% e 85,5%, com variação sazonal extrema na sensação de umidade, sendo predominantemente abafado por aproximadamente 7 meses, ou seja, a maior parte do ano.
De acordo com o Instituto Nacional de Meteorologia (INMET), desde 1973 a temperatura mínima absoluta registrada em Teresópolis foi de 3 °C em 9 de junho de 1985, enquanto que a maior atingiu 37 °C em 16 de novembro de 2023, durante uma onda de calor intensa. O maior acumulado de precipitação em 24 horas chegou aos 194 mm em 7 de abril de 2012, seguido por 145,4 mm em 22 de dezembro de 2002, 140,8 mm em 28 de janeiro de 1977 e 140 mm nos dias 15 de fevereiro de 1979 e 24 de janeiro de 2023.
| Dados climatológicos para Teresópolis                                                                                    | Dados climatológicos para Teresópolis | Dados climatológicos para Teresópolis | Dados climatológicos para Teresópolis | Dados climatológicos para Teresópolis | Dados climatológicos para Teresópolis | Dados climatológicos para Teresópolis | Dados climatológicos para Teresópolis | Dados climatológicos para Teresópolis | Dados climatológicos para Teresópolis | Dados climatológicos para Teresópolis | Dados climatológicos para Teresópolis | Dados climatológicos para Teresópolis | Dados climatológicos para Teresópolis |
| Mês | Jan                                   | Fev                                   | Mar                                   | Abr                                   | Mai                                   | Jun                                   | Jul                                   | Ago                                   | Set                                   | Out                                   | Nov                                   | Dez                                   | Ano                                   |
| --- | ------------------------------------- | ------------------------------------- | ------------------------------------- | ------------------------------------- | ------------------------------------- | ------------------------------------- | ------------------------------------- | ------------------------------------- | ------------------------------------- | ------------------------------------- | ------------------------------------- | ------------------------------------- | ------------------------------------- |
| Temperatura máxima recorde (°C)                                                                                          | 35                                    | 35,2                                  | 34,4                                  | 31,7                                  | 31                                    | 29,7                                  | 30,2                                  | 32,6                                  | 35,4                                  | 36,6                                  | 37                                    | 34,2                                  | 37                                    |
| Temperatura máxima média (°C)                                                                                            | 28,1                                  | 28,8                                  | 27,4                                  | 25,5                                  | 23                                    | 22,6                                  | 22,3                                  | 23,5                                  | 24,3                                  | 25,3                                  | 25,4                                  | 27                                    | 25,3                                  |
| Temperatura mínima média (°C)                                                                                            | 19,1                                  | 19                                    | 18,4                                  | 16,5                                  | 13,8                                  | 12,7                                  | 12,1                                  | 12,7                                  | 14,6                                  | 16,3                                  | 17,2                                  | 18,4                                  | 15,9                                  |
| Temperatura mínima recorde (°C)                                                                                          | 11                                    | 12,9                                  | 11                                    | 8,2                                   | 5,6                                   | 3                                     | 3,1                                   | 4,8                                   | 5,8                                   | 6,5                                   | 8,1                                   | 10,6                                  | 3                                     |
| Precipitação (mm) | 285,1                                 | 179,1                                 | 216,9                                 | 106,3                                 | 69                                    | 37,3                                  | 35,3                                  | 32,5                                  | 73,1                                  | 106,4                                 | 231,5                                 | 277,4                                 | 1 649,9                               |
| Fonte: INMET (normal climatológica de 1991-2020; recordes de temperatura: 01/01/1979 a 17/06/1987 e 01/03/1992-presente) |                                       |                                       |                                       |                                       |                                       |                                       |                                       |                                       |                                       |                                       |                                       |                                       |                                       |

### Meio ambiente e ecologia

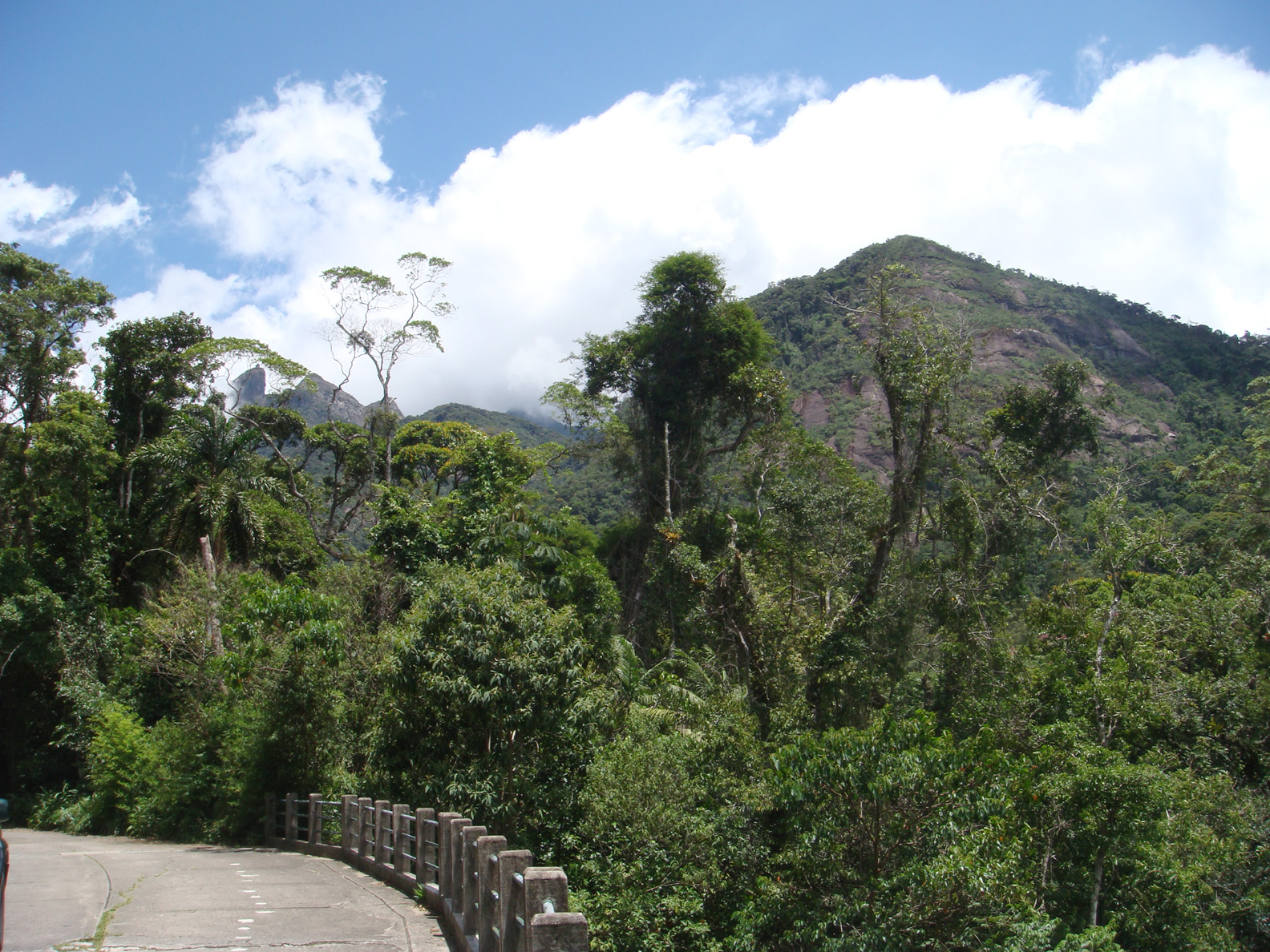
Vista do Parque Nacional da Serra dos Órgãos na sede de Teresópolis

O município de Teresópolis conta com três grandes unidades de conservação em seu território: Parque Nacional da Serra dos Órgãos, com 2 003 hectares de área de extensão; Parque Estadual dos Três Picos, com 9 687 hectares de área de extensão; e Parque Natural Municipal Montanhas de Teresópolis, com 4 397 hectares de área de extensão, sendo a maior unidade de conservação municipal totalmente protegida do estado. Além disso, conta com duas Áreas de Proteção Ambiental (APAs), sendo elas a APA Floresta do Jacarandá e a APA Bacia dos Frades. Teresópolis faz parte do Mosaico Central Fluminense de Preservação Ambiental desde 2006, ano em que foi criado.
A vegetação nativa pertence ao domínio florestal Atlântico (Mata Atlântica). É comum encontrar grande diversidade de espécies em seu bioma predominantemente natural, e isso se estende até mesmo às áreas urbanas, que possui variedades como ipê, cerejeira, quaresmeira, bisnagueira, manacá-da-serra e outras em seus principais logradouros.
Problemas ambientais
As enchentes estão entre os principais problemas ambientais encontrados no município, que no período das chuvas provocam alagamentos nas áreas mais baixas e populosas, além de deslizamentos de terra nos morros e encostas. A principal causa para este problema é a falta de políticas públicas eficientes, além da ausência de estudos de regularização fundiária. É comum encontrar construções de residências em encostas de morros e de diferentes classes sociais que variam de favelas a casas de alto padrão. Além das enchentes, outro problema ambiental é a questão do lixo e o esgoto despejado nos rios. Teresópolis não possui estação de tratamento de águas residuais. Dessa forma, o esgoto produzido na cidade é liberado diretamente para os cursos hídricos que cortam o perímetro urbano e, posteriormente, para o rio Paquequer. As queimadas florestais destroem a mata nativa, comprometendo a qualidade do solo e prejudicando ainda a qualidade do ar, ocorrendo com mais frequência no verão. A Serra do Cavalo é um ponto que sofre muito com as queimadas, que comprometem grande parte do seu solo.
Em contrapartida, recorrentemente são realizados programas de arborização nos principais logradouros, além do desassoreamento dos leitos dos rios, de modo a permitir o devido escoamento da água das chuvas. O Paquequer recebeu uma atenção especial nos últimos anos, a fim de evitar os problemas que uma cheia poderia causar.

## Demografia
Em 2022, a população foi estimada em 165 123 habitantes pelo censo daquele ano, realizado pelo Instituto Brasileiro de Geografia e Estatística (IBGE). Em 2010, a população era 163 746 habitantes, registrando aumento de 18,6% em relação a 2000. Segundo o censo de 2010, havia 78 275 homens (47,80%) e 85 471 mulheres (52,20%). No mesmo ano, 146 231 habitantes viviam na zona urbana (sendo 69 454 homens, 76 777 mulheres) e 17 515 na zona rural (sendo 8 821 homens, 8 694 mulheres).
Em 2010, a pirâmide etária estava desta forma: entre homens, 18 164 tinham de 0 a 14 anos, 53 761 tinham de 15 a 64 anos e 6 350 tinham mais de 65 anos; entre mulheres, 17 864 tinham de 0 a 14 anos, 59 173 tinham de 15 a 64 anos e 8 434 tinham mais de 65 anos. Da população total, 36 028 habitantes tinham de 0 a 14 anos, 112 934 habitantes tinham de 15 a 64 anos e 14 784 habitantes tinham mais de 65 anos. A proporção populacional era de 91,6 homens para cada 100 mulheres.
Além disso, a esperança de vida ao nascer era de 76,27 anos (superior a média nacional e maior do estado), enquanto a taxa de fecundidade total por mulher era de 1,56. A taxa de envelhecimento era 9,01 (superior a média nacional), e as probabilidades de viver até os 40 anos era de 93,55 e 60 anos era de 84,39 (ambos os indicadores são maiores do estado). O Índice de Desenvolvimento Humano Municipal (IDH-M) de Teresópolis é considerado alto no ano de 2010. Segundo o Programa das Nações Unidas para o Desenvolvimento (PNUD), seu valor era de 0,730, sendo então o 25º maior de todo o estado do Rio de Janeiro e o 1 021º maior do Brasil.
Em relação às subdivisões municipais, em 2010 o distrito sede tinha 135 459 habitantes, Vale do Paquequer tinha 11 947 habitantes e Vale de Bonsucesso tinha 16 340 habitantes. Os bairros mais populosos eram São Pedro com 20 424 habitantes, Várzea com 8 008 habitantes e Barra do Imbuí com 7 812 habitantes, correspondendo o total de 22,2% da população do município residindo nesses locais.

### Problemas socioeconômicos

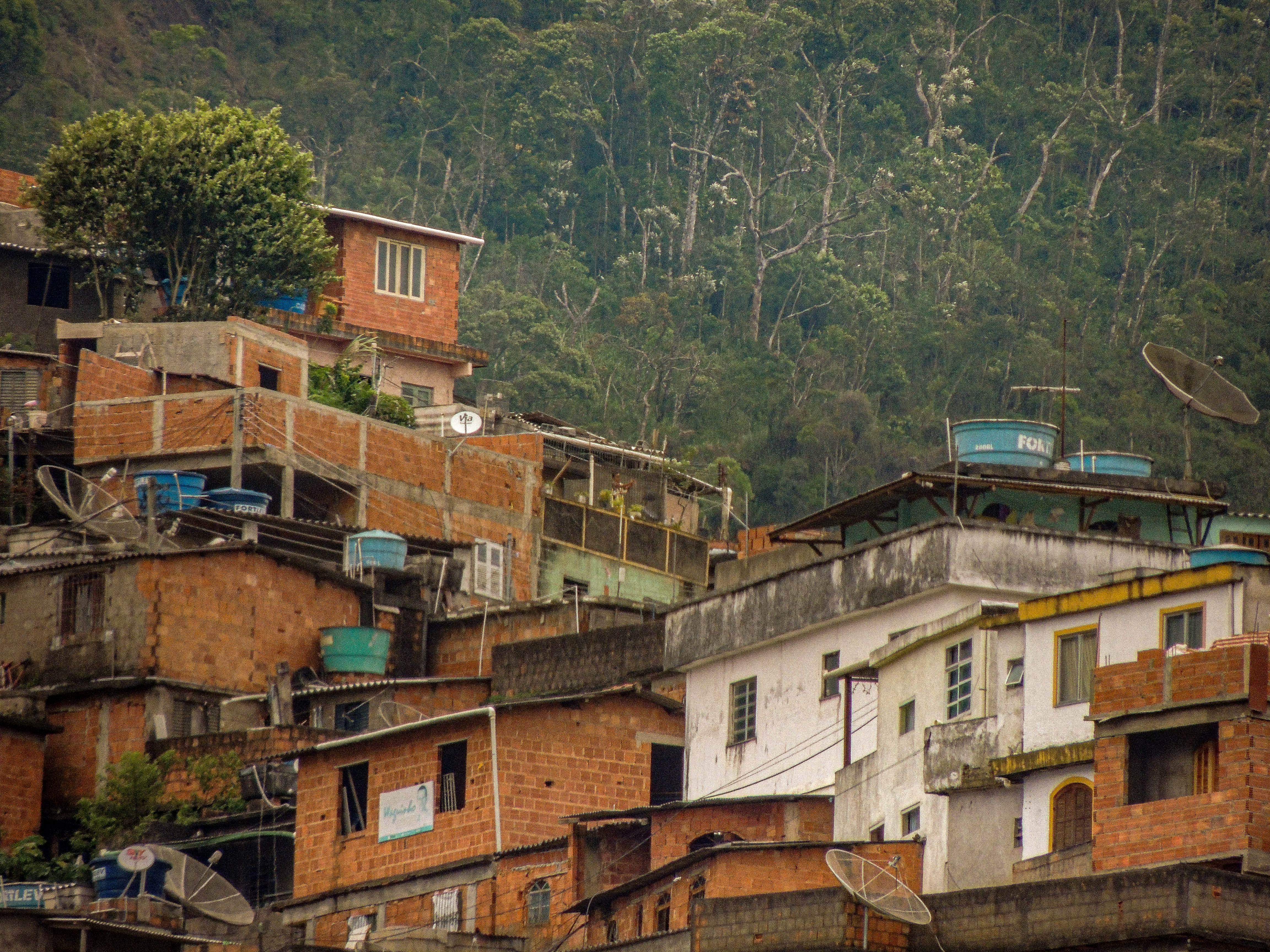
Perpétuo Socorro é um dos 23 aglomerados subnormais de Teresópolis.

Teresópolis é um município de contrastes sociais evidenciados através das grandes disparidades existentes entre pobres e ricos. Em 2010, o percentual de pessoas vivendo acima da linha de pobreza era de 91,6%, enquanto 5,5% encontrava-se na linha da pobreza e 2,9% estava abaixo. Em relação à última pesquisa, feita em 2000, registrou-se evolução em todos os indicadores: 4,7% da população passou a viver acima da linha de pobreza, 4,2% passou a viver na linha de pobreza e 0,6% deixaram de viver abaixo. O percentual de pessoas com renda per capita domiciliar inferior a R$ 140,00 era de 8,4% em 2010, uma redução de 36,2% em relação a 2000. Sendo assim, aproximadamente 13 401 pessoas viviam nesta condição de pobreza, o que representava 12,21% da população teresopolitana. A participação dos 20% da população mais rica da cidade no rendimento total municipal era de 64,9%, ou seja, 16,3 vezes superior à dos 20% mais pobres, que era de 3,2%. O coeficiente de Gini, que mede a desigualdade social, era de 0,569, sendo que 1,00 é o pior número e 0,00 é o melhor.
Também em 2010, 25,6% da população vivia em favelas, aproximadamente 41 mil habitantes, sendo a segunda maior parcela de habitantes vivendo em aglomerados subnormais dentre os municípios fluminenses, atrás apenas de Angra dos Reis, além da quinta maior em termos absolutos. As origens da favelização em Teresópolis datam das décadas de 1950 e 1960, período da expansão industrial no Brasil, que marcou o estabelecimento de grandes fábricas na cidade como a Sudamtex, além dos fluxos migratórios decorrentes de tragédias das chuvas que ocorriam na Baixada Fluminense no mesmo período. O crescimento também pode ser atribuído ao estímulo dado por grande parte das administrações municipais que facilitaram a ocupação irregular, inclusive em áreas de preservação ambiental, com incidência mais acentuada durante a década de 1990. Em 2005, foram registradas nos entornos da sede do Parque Nacional da Serra dos Órgãos cinco comunidades carentes, além de construções de classe média em seus limites. No mesmo período, foi registrado o crescimento de três favelas de porte médio e uma pequena em direção ao interior da mata do APA Jacarandá, resultado do crescimento desordenado do bairro Meudon. Já no Parque Estadual dos Três Picos, a especulação imobiliária é responsável pela ocupação irregular, com registro de construção de condomínios no bairro Canoas que ferem os limites da área de preservação ambiental.

### Composição étnica
No censo de 2010 a população de Teresópolis era formada, de acordo com a autodeclaração de cada teresopolitano, por 104 658 brancos (63,91%), 43 964 pardos (26,85%), 14 331 pretos (26,85%), 701 amarelos (0,43%) e 92 indígenas (0,06%). Desse total, 150 701 habitantes eram naturais do estado do Rio de Janeiro, enquanto 126 160 eram nascidos em Teresópolis. Considerando-se a região de nascimento, 157 443 eram nascidos no Sudeste (96,15%), 3 613 no Nordeste (2,2%), 365 no Centro-Oeste (0,22%), 465 no Sul (0,28%) e 243 no Norte (0,14%). Além disso, 540 declararam ser do Brasil mas não especificaram o local (0,32%) e 1 075 vieram de um país estrangeiro (0,69%). Entre os 13 045 naturais de outras unidades da federação, Minas Gerais era o estado com maior presença, com 4 933 pessoas, seguido por Espírito Santo, com 918 residentes, e pela Paraíba, com 909 habitantes residentes no município.

### Religião

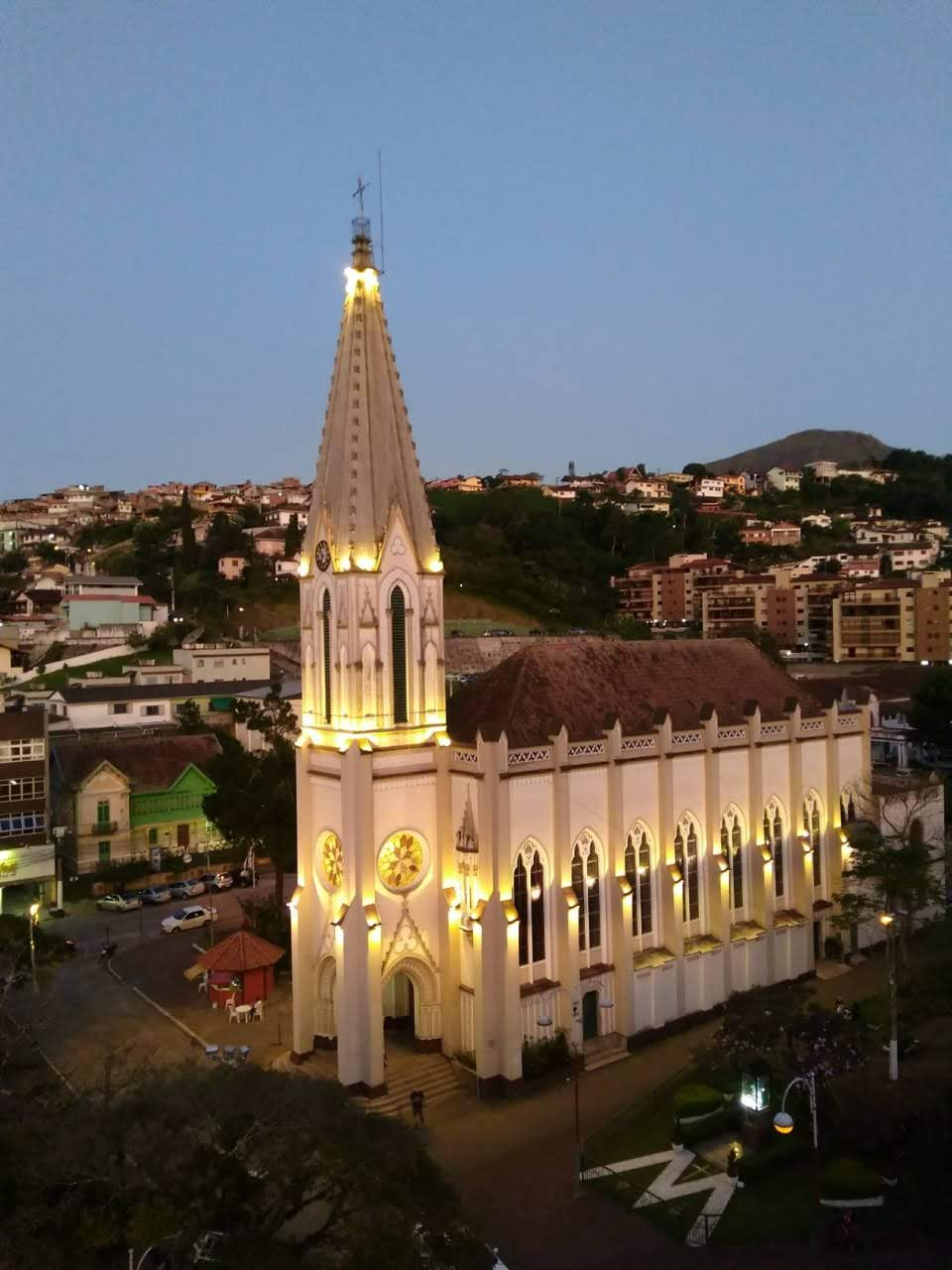
Igreja Matriz de Santa Teresa.

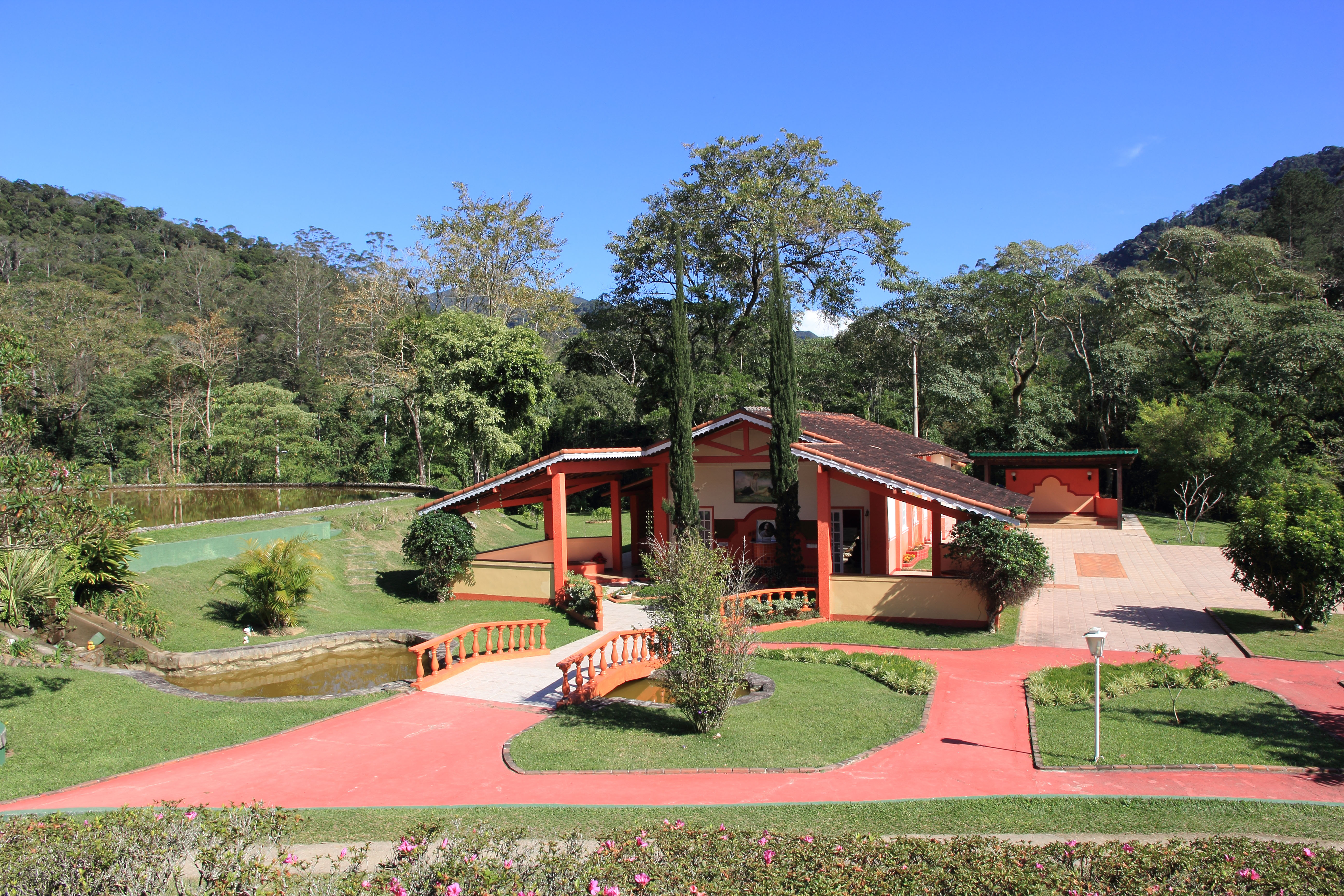
Templo do Movimento Hare Krishna, localizado em Albuquerque.

Apesar de existirem diversas doutrinas religiosas manifestas no município, Teresópolis está no país mais católico do mundo em números absolutos. Isto se deve à ausência de um estado laico, que preconizou o catolicismo durante muito tempo, sobretudo na época do processo colonizador e imigratório. Em decorrência disso, a maioria dos teresopolitanos ainda hoje se declara como tal. Além disso, é substancial a presença de dezenas de denominações protestantes, que vêm ganhando espaço durante as últimas décadas no município, uma tendência que ocorre no país todo.
De acordo com dados do censo de 2010, a população municipal está composta por católicos (42,3%), evangélicos (34,0%), pessoas sem religião (16,7%), espíritas (2,8%) e 4,1% estão divididas entre outras religiões. Em relação ao número total de membros de instituições religiosas em 2010, de acordo com seu credo: Catolicismo (total de  69 157 membros) — Apostólica Romana (68 732 membros), Apostólica Brasileira (406 membros) e Ortodoxa Católica (159 membros); Protestantismo (total de 55 675 membros) — Evangélicas de Missão (11 387 membros), Luterana (133 membros), Presbiteriana (483 membros), Metodista (2 576 membros), Batista (7 437 membros), Congregacional (63 membros), Adventista do Sétimo Dia (696 membros), Assembleia de Deus (10 344 membros), Congregação Cristã (261 membros), O Brasil Para Cristo (186 membros), Quadrangular (219 membros), Universal do Reino de Deus (1 166 membros), Casa da Bênção (64 membros), Deus É Amor (260 membros), Cristã Maranata (75 membros), Nova Vida (65 membros), Comunidade Evangélica (34 membros), Pentecostal (10 196 membros), Evangélica não determinada (21 418 membros), Outras religiosidades cristãs (2 180 membros); Mórmon (total de 352 membros); Testemunhas de Jeová (total de 1 939 membros); Espiritismo (total de 4 662 membros); Espiritualismo (total de 94 membros); Umbanda (total de 482 membros); Candomblé (total de 40 membros); Judaísmo (total de 313 membros); Hinduísmo (total de 18 membros); Budismo (total de 201 membros); Novas religiões orientais (total de 201 membros) — Igreja Messiânica Mundial (112 membros), Outras (88 membros); Islã (total de 9 membros); Tradições esotéricas (total de 124 membros); Tradições indígenas (total de 70 membros); Sem religião (total de 27 383) — Sem religião (declarado por 24 706), Ateísmo (declarado por 2 550) e Agnosticismo (declarado por 127); Religiosidade não determinada ou mal definida (total de 570).

## Política e administração

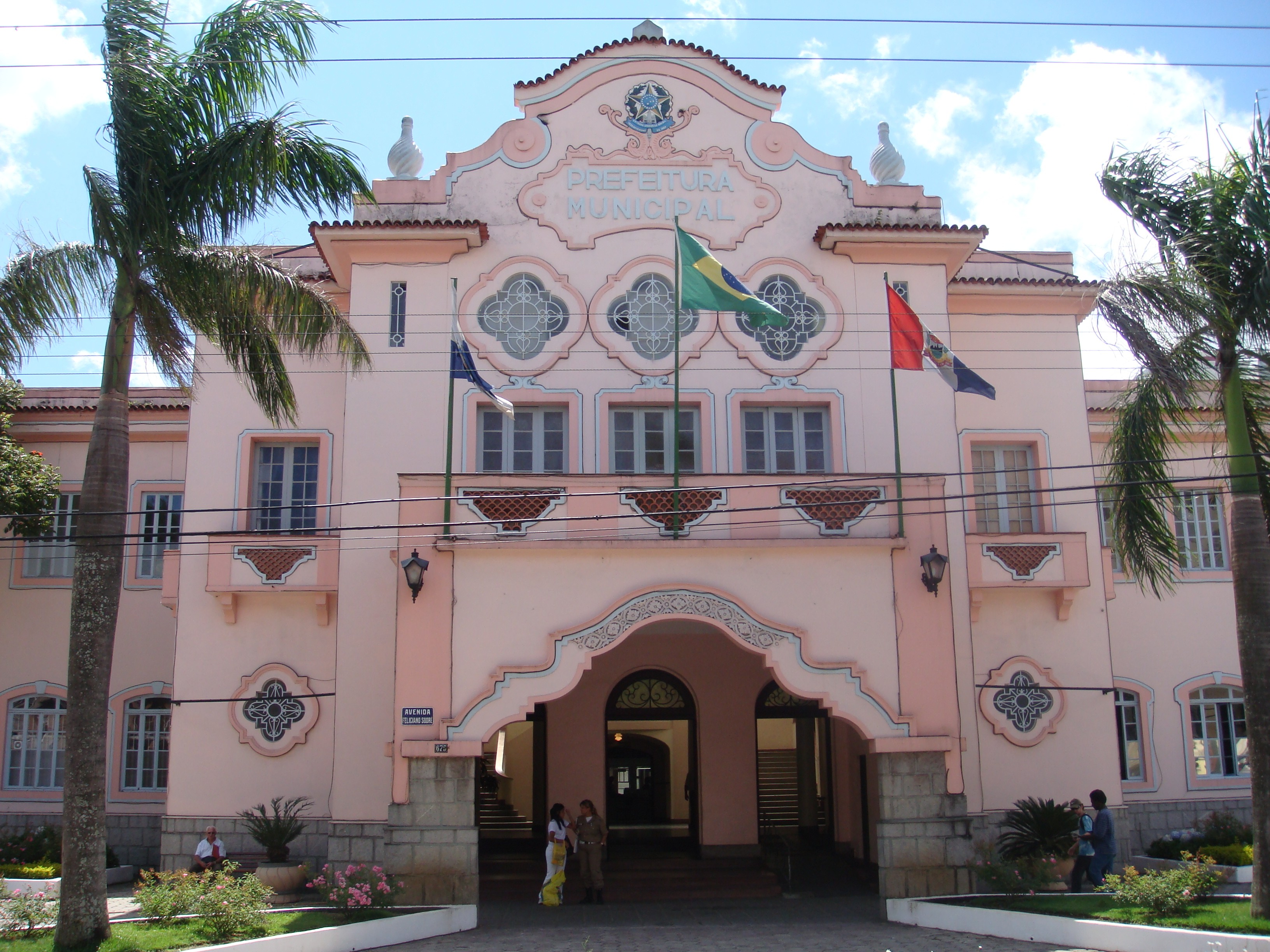
O Palácio Teresa Cristina, inaugurado em 1927, é a sede da Prefeitura.

O município de Teresópolis é regido por sua lei orgânica, promulgada em 5 de abril de 1990. A administração municipal se dá pelos Poderes Executivo e Legislativo. O Executivo é chefiado pelo prefeito, que por sua vez é auxiliado pelo vice-prefeito e gabinete de secretários. O primeiro representante do Executivo municipal foi o engenheiro Benjamin do Monte, nomeado pelo governador Oliveira Botelho após a criação da Prefeitura. O prefeito que venceu as eleições municipais de 2020 foi Vinicius Claussen, reeleito pelo Partido Social Cristão (PSC) com 56,17% dos votos válidos para seu segundo mandato consecutivo, ao lado de Ari Boulanger (também do PSC) como vice-prefeito. O Legislativo é constituído pela câmara municipal, composta por dezenove vereadores eleitos para elaborar e votar leis fundamentais à administração e ao Executivo, especialmente o orçamento municipal. De acordo com o Tribunal Superior Eleitoral (TSE), em 2020 Teresópolis possuía 122 560 eleitores, o que representa 0,2% do eleitorado fluminense, e pertence à 38ª e 195ª zonas eleitorais do estado do Rio de Janeiro.
Teresópolis abriga uma comarca do Poder Judiciário estadual no Fórum Juiz Ivo de Carvalho Werneck, uma subseção da Justiça Federal que abrange também o município de São José do Vale do Rio Preto e uma vara do Tribunal Regional do Trabalho da 1ª Região.

## Subdivisões

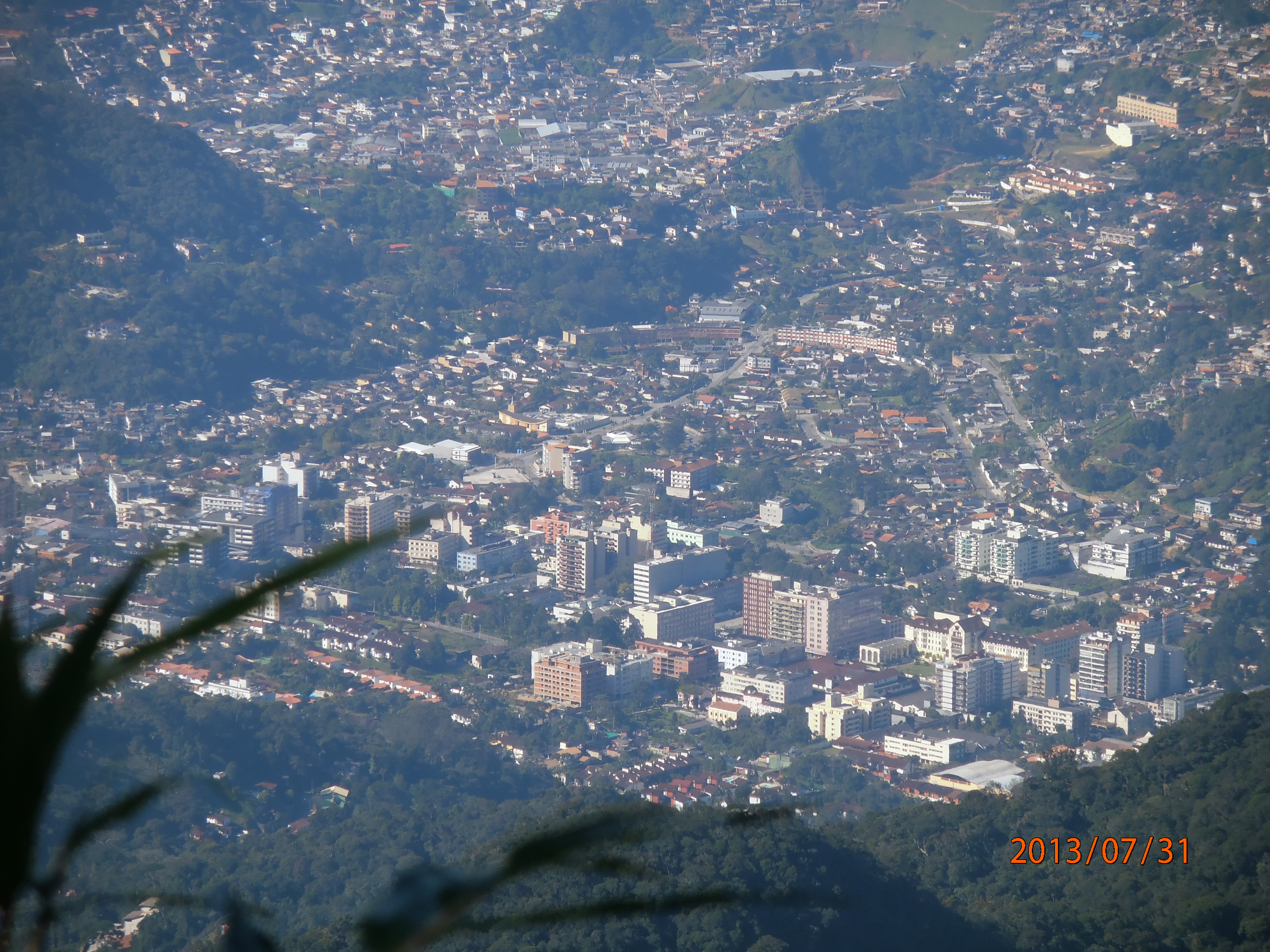
Vista parcial do bairro do Alto a partir da trilha da Pedra do Sino.

Teresópolis é composta pelo distrito sede, que leva o nome do município e corresponde ao perímetro urbano, além de outros dois distritos que correspondem à zona rural: Vale do Paquequer e Vale de Bonsucesso. O município foi criado a partir de um distrito com a denominação de Santo Antônio do Paquequer, do município de Magé, em 25 de outubro de 1855. Quando elevado à condição de cidade, o distrito passou a denominar-se Teresópolis, além de ser criado o distrito de Santa Rita e anexado ao município. Em 1901, foi adquirido o distrito de Sebastiana do município de Nova Friburgo, formando a divisão administrativa de 1911, assim permanecendo até 1937. Então, por decretos subsequentes, os distritos adquiriram novas denominações: o distrito de Santa Rita passou a denominar-se Paquequer Pequeno; o distrito de Sebastiana passou a denominar-se Nhunguaçu em 1943, assim permanecendo até 1988. Após a criação da Lei Orgânica de Teresópolis, publicada de 5 de abril de 1990, o distrito de Nhungaçu passou a denominar-se Vale de Bonsucesso e o de Paquequer Pequeno a denominar-se Vale do Paquequer, assim permanecendo até os dias atuais.
A Lei Municipal nº 1805 de 8 de dezembro de 1997 dividiu o município de Teresópolis em área urbana, área de expansão urbana e área rural. A área urbana se delimita, basicamente, ao distrito principal, sendo dividido em cerca de 49 bairros oficiais, além de loteamentos, áreas de aglomeração e outros bairros não oficiais. A área de expansão urbana é dividida em 17 localidades, além de ser subdividida em três núcleos: Três Córregos, Vargem Grande e Pessegueiros, e se delimita, basicamente, da área urbana, entre o segundo e o terceiro distrito. Já a área rural é compreendida pelo restante do espaço territorial, excluindo a área urbana e a área de expansão urbana, sendo dividido em quatro núcleos, dentre eles Cruzeiro, sede do segundo distrito, Nhunguaçu, Vieira e Bonsucesso, todos no terceiro distrito, tendo este último como sede.
De acordo com o censo 2010 realizado pelo IBGE, os três bairros mais populosos de Teresópolis correspondiam a 22,2% da população total, e eram o São Pedro (com 20 424 habitantes), Várzea (com 8 008 habitantes) e Barra do Imbuí (com 7 812 habitantes).

## Economia
| Evolução do Produto Interno Bruto (PIB) do município de Teresópolis | Evolução do Produto Interno Bruto (PIB) do município de Teresópolis | Evolução do Produto Interno Bruto (PIB) do município de Teresópolis |
| Ano                                                                 | PIB (x R$ 1.000)                                                    | PIB per capita (R$)                                                 |
| ------------------------------------------------------------------- | ------------------------------------------------------------------- | ------------------------------------------------------------------- |
| 2010                                                                | 2.896.778                                                           | 17.684,31                                                           |
| 2013                                                                | 3.975.990                                                           | 24.408,97                                                           |
| 2015                                                                | 5.008.883                                                           | 28.943,05                                                           |
| 2016                                                                | 5.239.125                                                           | 30.008,68                                                           |
| 2017                                                                | 5.090.373                                                           | 28.912,72                                                           |
| 2018                                                                | 5.155.905                                                           | 28.503,62                                                           |
| Dados do Instituto Brasileiro de Geografia e Estatística            |                                                                     |                                                                     |

No Produto Interno Bruto (PIB) de Teresópolis, destaca-se a área de prestação de serviços, ou setor terciário. De acordo com dados relativos a 2018 do IBGE, o PIB a preços recorrentes era de R$ 5 155 905,28 mil. Desse total, aproximadamente 10% ou R$ 530 375,55 mil eram de impostos sobre produtos líquidos de subsídios. O PIB per capita era de R$ 28 503,62 mil, sendo o 34º maior do estado, e o Índice de Desenvolvimento Humano (IDH) de renda, em 2010, era de 0,75. Em 2010, 63% da população maior de 18 anos era economicamente ativa e a taxa de desocupação era de 6,70%, enquanto em 2000 era de 11,5%.
Em 2019, salários, juntamente com outras remunerações, somavam 948 068 mil reais e o salário médio mensal de todo município era de 2,2 salários mínimos. Havia 5 645 unidades locais e 5 405 empresas atuantes. Segundo o IBGE, em 2010, 49% das residências sobreviviam com menos de salário mínimo mensal por morador, 33% sobreviviam com entre um e três salários mínimos para cada pessoa, 7% recebiam entre três e cinco salários, 7% tinham rendimento mensal acima de cinco salários mínimos e 4% não tinham rendimento.

### Agropecuária

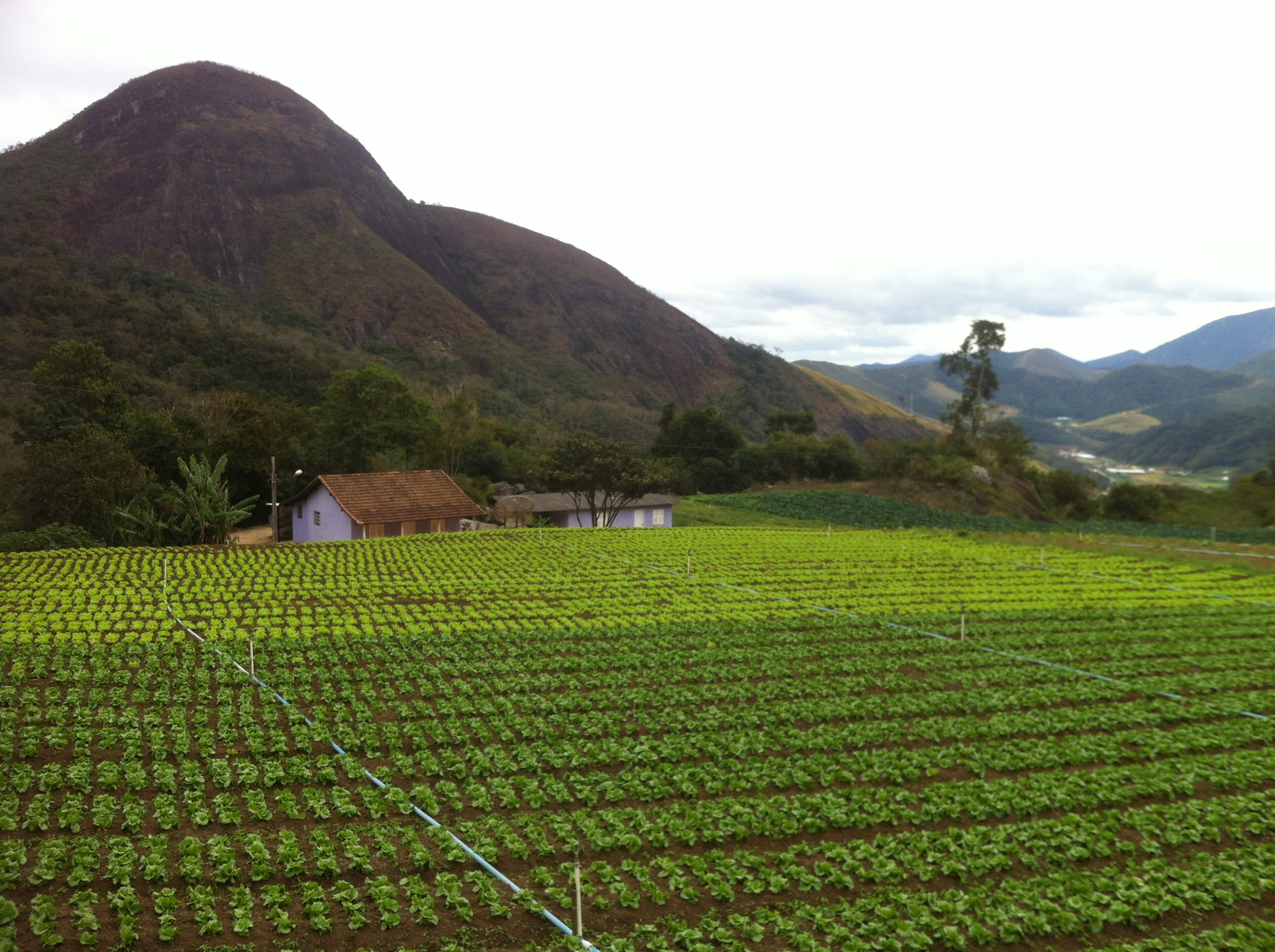
Plantação de alface no interior do município.

Em 2018, a pecuária e a agricultura acrescentavam 287 621,13 mil reais na economia de Teresópolis, enquanto que em 2010, 9,25% da população economicamente ativa do município estava ocupada no setor. Segundo o IBGE, em 2019 o município possuía um rebanho de 8 440 bovinos, 1 350 equinos, 560 suínos, 190 caprinos, 245 ovinos e 999 950 aves, entre estas galinhas, galos, frangos e pintinhos, além de 900 codornas. Ainda em 2019 o município produziu 780 000 litros de leite, além de 25 000 quilos de mel-de-abelha. Na aquicultura foi produzida principalmente a tilápia (15 500 kg).
Na lavoura temporária são produzidos principalmente o tomate (2 800 toneladas), que corresponde a 93,36% do valor da produção, a batata doce (800 toneladas) e a mandioca (150 toneladas). Já na lavoura permanente, destaca-se a produção de tangerina (10 800 toneladas) e de banana (35 toneladas).
Teresópolis faz parte do cinturão verde do Rio de Janeiro, sendo responsável pela produção da maior parte dos hortigranjeiros consumidos no estado, atraindo turistas anualmente, que visitam as zonas de produção geralmente a partir do mês de outubro. O município é conhecido também por ser o maior produtor de tangerina no estado, com área plantada de 456 hectares e produtividade média de 20 toneladas por hectare, concentrados nas localidades de Vale do Cuiabá e Brejal. A produção era feita, em 2015, por cerca de 120 agricultores.

### Indústria e prestação de serviços

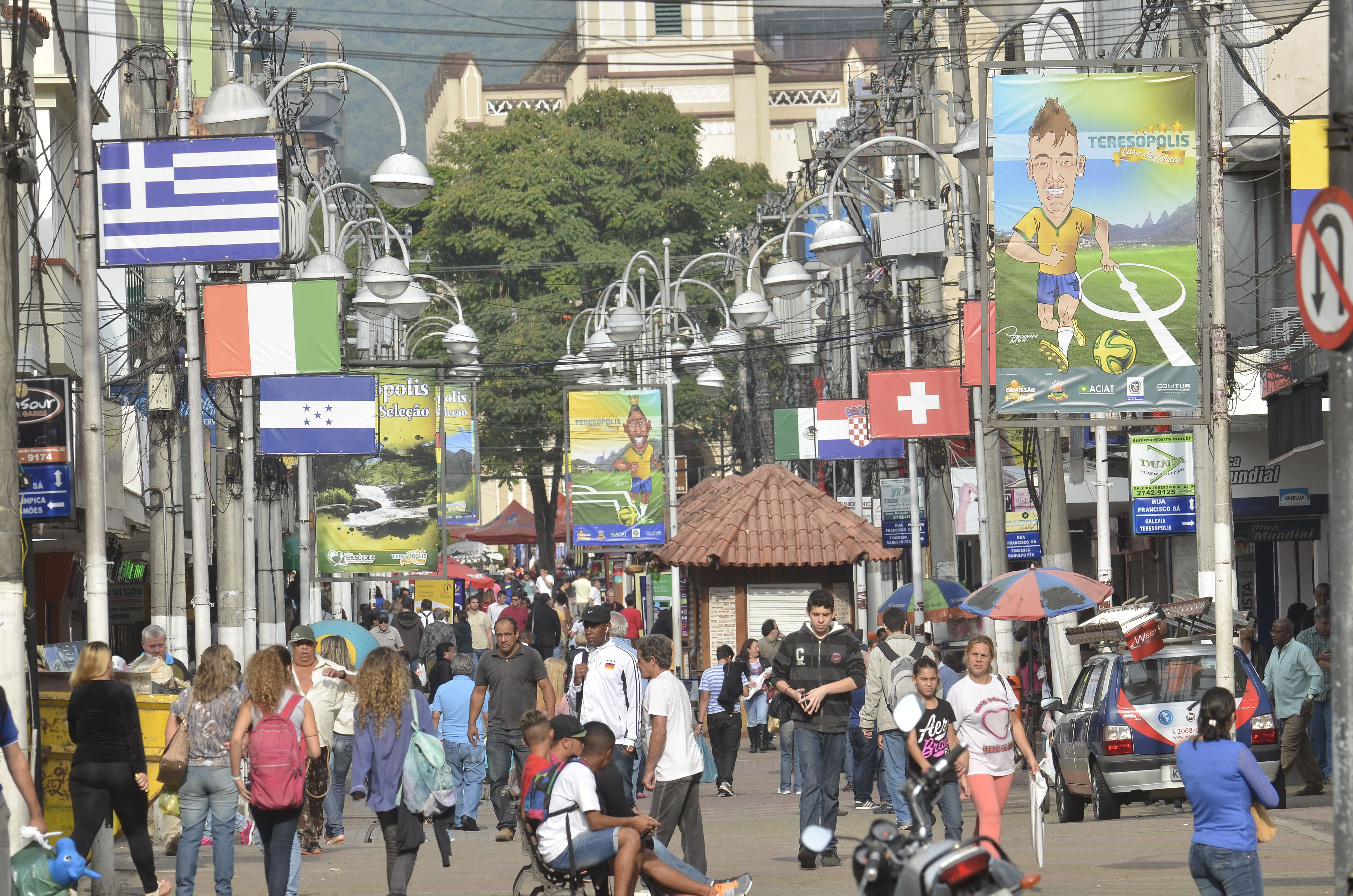
A Rua Francisco Sá é o símbolo do comércio na região central de Teresópolis.

Em 2018 a indústria era o segundo setor mais relevante para a economia do município. 490 585,78 mil reais do PIB municipal eram do valor adicionado bruto do setor secundário. Apesar de não contar com um distrito industrial de fato, o bairro Meudon serve como instalação para algumas indústrias, como a fabricante de bebidas Arbor, a metalúrgica Albacete e a fabricante de equipamentos de escalada Trilhas e Rumos. O setor de bebidas se destaca com a Cervejaria Petrópolis em Serra do Capim e a Cervejaria Sankt Gallen no Alto.
O setor de prestação de serviços é o mais relevante para a economia teresopolitana. Em 2018, 2 572 980,85 mil reais do PIB municipal eram do valor adicionado bruto do setor de serviços e 1 274 341,97 mil reais do valor adicionado da administração pública municipal. Em 2010, 48,82% da população ocupada estava empregada no setor de serviços, 15,68% no comércio, 10,06% no setor de construção e 0,38% nos setores de utilidade pública.  Em 2019 Teresópolis possuía 5 645 unidades locais, 5 405 empresas e estabelecimentos comerciais atuantes e 41 548 trabalhadores, sendo 33 261 pessoal ocupado assalariado. Salários juntamente com outras remunerações somavam 948 068 mil reais e o salário médio mensal de todo o município era de 2,2 salários mínimos. O setor terciário atualmente é a maior fonte geradora do PIB, destacando-se na área do comércio, que apresenta alta diversificação, além das feiras de artesanato, como a Feirinha do Alto, que em um final de semana de alta temporada recebe cerca de cinco mil visitantes.
O movimento comercial em Teresópolis concentra-se especialmente na região do Centro, especialmente no trajeto entre as avenidas Lúcio Meira e Delfim Moreira e suas ruas afluentes, como a Francisco Sá e J.J. de Araújo Regadas, locais com grande movimentação de pessoas.

## Infraestrutura

### Saúde
Em 2018 a rede de saúde de Teresópolis incluía em sua estrutura 14 unidades básicas de saúde, nenhum hospital especializado, 3 hospitais gerais, 2 postos de saúde e 2 centros de atenção psicossocial (CAPS). Há uma média de 2,4 leitos para cada mil habitantes no município, índice acima da média nacional que era de 1,95 em 2019. Em julho de 2021 o município contava com 462 médicos, de acordo com o DATASUS, sendo 8 anestesistas, 17 cirurgiões gerais, 144 clínicos gerais, 26 ginecologistas, 23 médicos de família, 39 pediatras, 2 psiquiatras, 1 radiologistas, 2 acupunturistas, 2 alergistas, 3 anatomopatologistas, 6 angiologistas, 1 cancerologista, 34 cardiologistas, 2 cirurgiões plásticos, 14 dermatologistas, 3 médicos do trabalho, 2 cirurgiões vasculares, 1 endoscopista, 2 hematologistas, 2 infectologistas, 1 mastologista, 6 nefrologistas, 11 neurologistas, 9 oftalmologistas, 1 oncologista, 20 ortopedistas, 6 otorrinolaringologistas, 1 patologista, 2 pneumologistas, 56 médicos residentes e 1 urologista.
Teresópolis não possui unidade própria hospitalar. Por este motivo, a responsabilidade hospitalar é repassada em sua totalidade para as unidades privadas de saúde, entre as quais destacam-se três: Hospital das Clínicas Costantino Ottaviano (operado pelo Centro Universitário Serra dos Órgãos), Hospital São José (operado pela Associação Congregação Santa Catarina) e a Beneficiência Portuguesa de Teresópolis. Também há a Unidade de Pronto Atendimento (UPA) Nathan Garcia Leitão, que foi concebida para atendimentos de urgência 24 horas no bairro Bom Retiro e inaugurada em março de 2010.
O município de Teresópolis possui, ao todo, nove cemitérios, sendo que apenas um deles está localizado na zona urbana: o Carlinda Berlim, conhecido popularmente como "Caingá", no bairro do Vale do Paraíso, onde se dá a administração de todos os outros cemitérios. No feriado de Finados costuma receber aproximadamente 5 000 visitantes. Os oito demais estão localizados na zona rural nas seguintes localidades: Canoas, Venda Nova, Bonsucesso, Vieira, Rio Preto, Vale Alpino, Santa Rita e Serra do Capim. Em 2020 foram registrados 1 665 óbitos por morbidades, sendo 904 homens e 761 mulheres. 86% das mortes ocorreram em pessoas com idade acima de 50 anos, sendo o grupo de pessoas com mais de 80 anos a maior incidência (28%). As doenças infecciosas e parasitárias representaram a maior causa de mortes (23%), seguida pelas doenças do sistema circulatório (21,68%). Ao mesmo tempo, foram registrados 2 188 nascidos vivos, sendo que o índice de mortalidade infantil no mesmo ano foi de 9,14 óbitos de crianças menores de um ano de idade a cada mil nascidos vivos.

### Educação
Em 2010, de acordo com dados da amostra do censo demográfico, da população total, 36 790 habitantes frequentavam creches e/ou escolas públicas. Desse total, 1 702 frequentavam creches, 2 057 estavam no ensino pré-escolar, 2 449 na classe de alfabetização, 1 040 na alfabetização de jovens e adultos, 21 824 no ensino fundamental, 6 788 no ensino médio, 788 em cursos superiores de graduação e 143 na especialização de ensino superior. Já o total de habitantes que frequentavam creches e/ou escolas particulares no mesmo ano era 10 555, sendo que 525 frequentavam creches, 932 estavam no ensino pré-escolar, 329 na classe de alfabetização, 20 na alfabetização de jovens e adultos, 3 063 no ensino fundamental, 1 208 no ensino médio, 4 251 em cursos superiores de graduação e 227 na especialização de ensino superior. Além disso, 116 401 pessoas não frequentavam unidades escolares.
Em 2010, 96,2% das crianças entre sete e 14 anos estavam matriculadas em instituições de ensino, uma das piores taxas de escolarização do estado e país na ocasião. Ainda neste ano, dentre os habitantes de 18 anos ou mais, 53,07% tinham completado o ensino fundamental e 35,43% o ensino médio. Dentre os habitantes de 25 anos ou mais, 48,97% tinham completado o ensino fundamental, 33,35% o ensino médio e 12,30% o ensino superior. A expectativa de anos de estudo era de 8,82 anos, número abaixo da média nacional (9,54). A taxa de analfabetismo em 2010 era de 1,22% entre a população de 11 a 14 anos, 0,85% entre a população de 15 a 17 anos e 6,87% entre a população de 18 ou mais. O Índice de Desenvolvimento da Educação Básica (IDEB) médio entre as escolas públicas de Teresópolis era, no ano de 2021, de 5,7 entre os alunos do 5º ano (a 21ª maior do Rio de Janeiro), numa escala de avaliação que vai de nota 1 à 10. Entre os estudantes do 9º ano, a nota foi de 5,1 (31ª colocada do estado) e do ensino médio de 4,5.
O município contava, em 2021, com 32 851 matrículas nas instituições de educação infantil e ensinos fundamental e médio da cidade. Em relação ao ensino superior, cabe ressaltar o Centro Universitário Serra dos Órgãos (Unifeso), fundado pela Fundação Educacional Serra dos Órgãos em 1966 e o campus da Universidade do Estado do Rio de Janeiro (UERJ) que oferece curso de graduação em turismo desde 2012. Teresópolis abriga também a Educação de Jovens e Adultos (EJA), que conquistou reconhecimento do Ministério da Educação na implementação de política pública para redução do analfabetismo através da Medalha Paulo Freire em 2016.

### Habitação e serviços
Teresópolis possuía, em 2010, 53 723 domicílios particulares permanentes, sendo 48 301 localizados na zona urbana e  5 422 localizados na zona rural. Desse total, 43 740 eram casas (82,1%), 1 973 casas de vila ou em condomínio (3,7%) e 7 583 apartamentos (14,2%). Do total de domicílios, 22 718 eram próprios, sendo que 38 029 eram próprios já quitados (70,7%); 1 148 próprios em aquisição (2,1%) e 9 173 eram alugados (17,1%), enquanto 5 310 imóveis foram cedidos, sendo que 3 190 haviam sido cedidos por empregador (5,9%) e 2 120 foram cedidos de outra maneira (3,9%). A quantidade de moradores residentes em domicílios particulares permanentes era, no mesmo ano, de 8 339 com um morador, 13 679 com dois moradores, 13 196 com três moradores, 10 548 com quatro moradores, 4 828 com cinco moradores, 1 854 com seis moradores, 722 com sete moradores, 318 com oito moradores, 134 com nove moradores e 164 com dez moradores ou mais. Em relação a responsabilidade pelo domicílio, 23 657 tinham homens como responsáveis, 17 273 tinham mulheres como responsáveis e em 12 848 a responsabilidade era compartilhada.
Em 2010, de acordo com o IBGE, 98,86% dos domicílios tinham acesso a água encanada, sendo um total de 52 663 com acesso em pelo menos um cômodo e 446 com acesso através de terreno ou propriedade. 34,30% possuíam esgotamento sanitário através de rede geral de esgoto e pluvial, enquanto 34,52% possuíam fossa séptica. Vale ressaltar que 30,20% tinham outros meios de escoarem o esgotamento sanitário, como fossa rudimentar (14,69%), rios (11,34%), valas (3,84%) e demais meios (0,03%). A água que é utilizada para o suprimento de grande parte do município de Teresópolis é oriunda do Rio Preto, sendo extraída e tratada na estação de tratamento de água da Cedae localizada no Vale do Paquequer, com capacidade de tratamento de 430 litros de água por segundo que abastece mais de 140 000 habitantes. O fornecimento de energia elétrica em Teresópolis é feito pela empresa Enel Distribuição Rio, que atende outros 65 municípios do estado. De acordo com o IBGE, em 2010 99,91% dos domicílios tinham acesso à rede elétrica.
Teresópolis não possui uma rede coletora e estação de tratamento de esgoto desde sua fundação. Além disso, a Companhia Estadual de Águas e Esgotos do Rio de Janeiro (Cedae) opera no município sem contrato de concessão desde 1998. De acordo com uma determinação judicial de 2012, o município é obrigado a cumprir a Lei Federal nº 11.445/2007, conhecida como Lei de Saneamento Básico, que compete a responsabilidade de decidir se a realização dos serviços serão feitos de maneira própria ou repassada a terceiros, além de prever a aplicação de um plano para a execução do saneamento básico. Atualmente, existe a intenção de se executar o projeto "Saneamento Básico para Todos", que prevê a construção de 367 quilômetros de rede de esgoto, 4 estações de tratamento, 9 estações de bombeamento e 11 biodigestores, com investimento total de R$ 476 milhões. O processo licitatório e o leilão ocorrerão, de acordo com o planejado, em 2021.
O serviço de coleta de lixo atendia, em 2010, 97,09% dos domicílios. Os resíduos coletados são encaminhados ao Aterro Sanitário do Fischer, inaugurado em julho de 2009 e instalado em uma área de 155 mil metros quadrados, com capacidade de receber 210 toneladas de lixo por dia de quatro cidades: Teresópolis, Carmo, Sumidouro e São José do Vale do Rio Preto. No entanto, a falta de controle por parte da administração pública municipal transformou o Aterro Sanitário em um lixão com despejo ilegal de resíduos de construção civil e hospitalares, gerando uma interdição por parte do Instituto Estadual do Ambiente (Inea) em março de 2018. Atualmente, o local possui autorização para funcionamento através de uma liminar da Justiça. Há ainda um sistema de coleta seletiva de lixo, o "Recicla Terê", que funciona através de uma parceria entre a prefeitura e os estabelecimentos comerciais, gerando emprego e renda para a os afiliados à Associação dos Catadores de Teresópolis. O sistema atende um total de 31 bairros, além de possuir 18 pontos públicos de coleta espalhados pelo município, gerando um total de 12 toneladas de lixo reciclado por mês.

### Segurança pública e criminalidade
| Total de homicídios em Teresópolis | Total de homicídios em Teresópolis | Total de homicídios em Teresópolis | Total de homicídios em Teresópolis | Total de homicídios em Teresópolis | Total de homicídios em Teresópolis |
| ---------------------------------- | ---------------------------------- | ---------------------------------- | ---------------------------------- | ---------------------------------- | ---------------------------------- |
| Ano                                | Total                              | Ano                                | Total                              | Ano                                | Total                              |
| 2003                               | 33                                 | 2009                               | 21                                 | 2015                               | 11                                 |
| 2004                               | 29                                 | 2010                               | 18                                 | 2016                               | 19                                 |
| 2005                               | 29                                 | 2011                               | 10                                 | 2017                               | 28                                 |
| 2006                               | 16                                 | 2012                               | 27                                 | 2018                               | 27                                 |
| 2007                               | 15                                 | 2013                               | 15                                 | 2019                               | 21                                 |
| 2008                               | 16                                 | 2014                               | 15                                 | 2020                               | —                                  |
| Fonte: Atlas da Violência/Ipea     |                                    |                                    |                                    |                                    |                                    |

A segurança pública de Teresópolis é feita, principalmente, por meio de dois órgãos: Polícia Civil do Estado do Rio de Janeiro (PCERJ) e Polícia Militar do Estado do Rio de Janeiro (PMERJ). O primeiro tem a função de combater e apurar as ocorrências de crimes e infrações, enquanto o segundo é responsável pelo policiamento ostensivo, o patrulhamento bancário, ambiental, prisional, escolar e de eventos especiais, além de realizar ações de integração e tem como base o 30º Batalhão da Polícia Militar, localizado no bairro Pimenteiras, sendo diretamente responsável pela segurança de 215 mil pessoas. Em 2014, o efetivo de policiais militares no município era de 366, sendo que 296 estavam na ativa. A cidade também é atendida pelo Corpo de Bombeiros Militar do Estado do Rio de Janeiro (CBMERJ) através do 16º Grupamento.
Em 2017, Teresópolis foi considerada a cidade mais pacífica do Estado do Rio de Janeiro e a 10ª de todo o país, segundo dados divulgados pelo Atlas da Violência do Instituto de Pesquisa Econômica Aplicada (Ipea).
Em 2019, de acordo com o Atlas da Violência do Instituto de Pesquisa Econômica Aplicada (Ipea), foram registrados 21 homicídios em Teresópolis - 18 homens e 3 mulheres - todos cometidos por uso de arma de fogo, representando uma queda de 23% em relação ao ano anterior, seguindo uma tendência que foi de âmbito nacional naquele mesmo ano. 66% das vítimas de homicídio eram negros, número abaixo da média nacional, e acima de municípios vizinhos como Nova Friburgo (42,30%) e Petrópolis (44,83%). A taxa de homicídio em 2018 foi de 16,9 para cada 100 mil habitantes.
Em 2020, de acordo com o Instituto de Segurança Pública do Rio de Janeiro (ISP), foram registrados 492 apreensões de droga no município, um aumento de 3% em relação ao ano anterior. Ainda neste ano, 668 furtos, 52 roubos e 333 estelionatos ocorreram em Teresópolis. No que se refere à violência contra a mulher, 61 casos de estupro foram registrados em 2020, além de 1 755 ocorrências de violência em 2018.

### Comunicações
O código de área (DDD) de Teresópolis é 021 e o Código de Endereçamento Postal (CEP) do município vai de 25950-001 a 25999-999. O serviço postal é atendido por oito agências da Empresa Brasileira de Correios e Telégrafos funcionando nos três distritos do município através dos bairros Água Quente, Alto, Bonsucesso, Nhunguaçu, Várzea e Vieira. De acordo com dados da Agência Nacional de Telecomunicações (Anatel), Teresópolis possuía um total de 161 orelhões em julho de 2021. No mesmo mês o município possuía um total de 190 103 celulares, o que dá uma densidade de 103,18 celulares para cada 100 mil habitantes, número um pouco menor do que a média nacional. Desse total, 85,27% suportavam a tecnologia 4G, 9,83% suportavam a tecnologia 3G e 4,90% estavam restritos a tecnologia 2G. Em relação às operadoras, 56,86% utilizavam a Claro, 23,80% utilizavam a Vivo, 11,06% utilizavam a TIM e 8,27% utilizavam a Oi. Em relação aos clientes, 91,55% eram pessoa física e 8,45% eram pessoa jurídica, enquanto a modalidade escolhida por eles era 53,31% para pós-pago e 46,69% para pré-pago.
Há sinal digital de algumas emissoras de televisão aberta disponíveis para os moradores, dentre as quais Band Rio Interior (afiliada da Rede Bandeirantes, fornece o sinal desde junho de 2014), SBT Interior RJ (afiliada do Sistema Brasileiro de Televisão, fornece o sinal desde setembro de 2014), RecordTV Rio (afiliada da RecordTV, fornece o sinal desde junho de 2015), InterTV Serra+Mar (afiliada da TV Globo, fornece o sinal desde setembro de 2015) e a TV Canção Nova (fornece o sinal desde janeiro de 2019).

### Transportes
O município possui fácil acesso à BR-116, à BR-495 e à RJ-130 (conhecida como Estrada Teresópolis - Friburgo ou Terê-Fri). O transporte coletivo é de responsabilidade da Viação Dedo de Deus, por meio das concessionárias Dedo de Deus e Primeiro de Março, que realizam o transporte de passageiros dentro da cidade. A Viação Teresópolis também mantém algumas linhas dentro do limite da cidade, mas para distritos e localidades rurais ou mais distantes do Centro, como Vieira, Mottas, Serra do Capim e Água Quente. A Viação Teresópolis também faz a ligação entre Teresópolis e as cidades vizinhas ou da área de influência, como Guapimirim e Magé. Mantém linhas intermunicipais entre Teresópolis e Rio de Janeiro, Nova Friburgo (via Conquista e Campo do Coelho), Petrópolis (via Itaipava), Sapucaia (via Aparecida), Castelo (via Madureira, de segunda a sexta-feira, através do Terminal Menezes Cortes), Nova Iguaçu (via Duque de Caxias), Rio das Ostras, São José do Vale do Rio Preto, Vila do Peão (via Volta do Peão, distrito de Sapucaia), Carmo (via Sumidouro) e Soledade (distrito de Sumidouro). A empresa mantém ainda uma linha interestadual entre Teresópolis e Além Paraíba (via Jamapará). Na cidade também opera a Viação Salutaris, com partida diária para São Paulo. Recentemente, alguns horários de viações que se destinam a Minas Gerais e a cidades da região Nordeste - que trafegam pela BR-116 (Rio — Bahia) - passaram a entrar na cidade para embarque e desembarque (Itapemirim, Rio Doce). Teresópolis ainda conta com vários pontos de táxi, espalhados pelo centro e demais bairros.
A frota municipal no ano de 2014 era de 80 715 veículos, sendo 50 874 automóveis, 2 218 caminhões, 108 caminhões trator, 4 980 caminhonetes, 302 micro-ônibus, 15 812 motocicletas, 2 223 motonetas, 316 ônibus e três tratores de roda. Apesar de possuir avenidas duplicadas e pavimentadas e semáforos que facilitam o trânsito da cidade, o crescimento no número de veículos nos últimos dez anos está gerando um tráfego cada vez mais lento de carros, principalmente no centro comercial, onde tem se tornado difícil encontrar vagas para estacionar, o que vem gerando alguns prejuízos ao comércio. [carece de fontes?] Em contraste disso, o número de estacionamentos pagos aumentou e a prefeitura decidiu implantar uma ciclofaixa no trecho conhecido como "Reta" (Avenidas Lúcio Meira e Feliciano Sodré) desde o início de julho de 2016, vista como uma opção para melhorar o trânsito da cidade.
O transporte ferroviário na cidade foi extinto em 1957, quando circularam os últimos trens de passageiros e de cargas locais pelo Ramal de Teresópolis, que ligava a cidade ao Rio de Janeiro, então capital federal. Os trens vindos do Rio subiam a Serra dos Órgãos em direção a Teresópolis com o auxílio de cremalheiras, por conta da alta inclinação dos trechos de subida e descida. O ramal, pouco antes de seu fim local, foi repassado da Estrada de Ferro Central do Brasil para a Estrada de Ferro Leopoldina, que, após desativá-lo na região, retirou os trilhos da cidade e restringiu-o à cidade vizinha de Guapimirim como terminal. Todas as estações ferroviárias do município foram demolidas em 1967, porém em 2004, foi inaugurada uma réplica da antiga estação Alto Teresópolis no mesmo local da original, onde atualmente abriga-se um terminal rodoviário municipal.

## Cultura e lazer

### Turismo

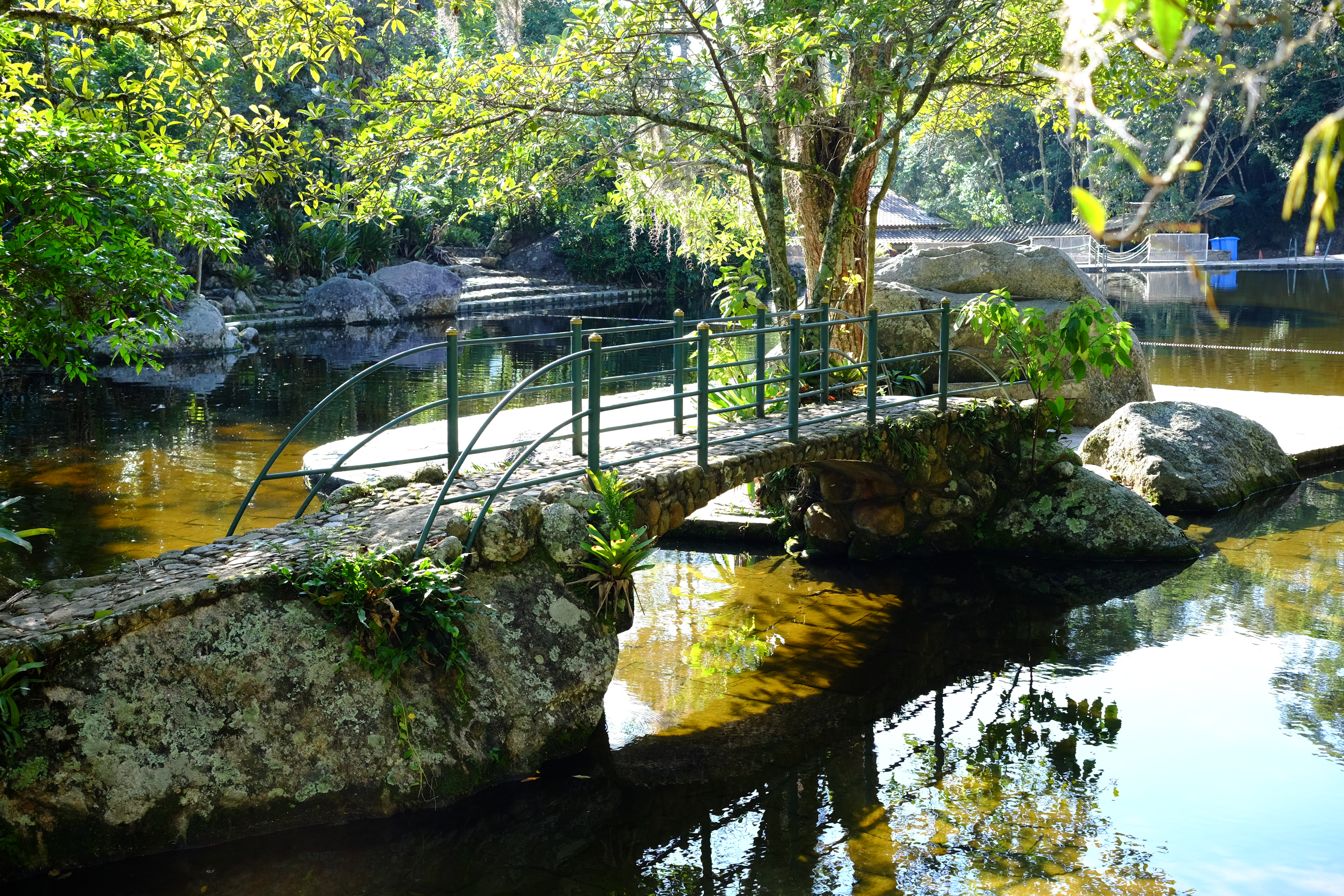
Piscina na sede do Parque Nacional, um dos atrativos naturais mais procurados.

A economia de Teresópolis, assim como a das outras cidades da Região Serrana, é voltada principalmente ao turismo, com diversos atrativos naturais e urbanos. Dentre os naturais, destaca-se a sede do Parque Nacional da Serra dos Órgãos (PARNASO), criado em 30 de novembro de 1939 e atualmente gerido pelo Instituto Chico Mendes de Conservação da Biodiversidade (ICMBio). Na área do ecoturismo, destaca-se a Serra do Subaio, onde estão localizados diversos atrativos rurais do município, que são as várias trilhas, montanhas e cachoeiras, como a Mulher de Pedra, que se destaca por se assemelhar à figura de uma mulher deitada. Além do Subaio, destacam-se também as Torres de Bonsucesso, localizadas no bairro de Bonsucesso, terceiro distrito da cidade; o Orquidário Aranda, fundado em 1985 no bairro de Quebra-Frascos, onde é exposta e comercializada uma grande variedade de orquídeas, entre espécies e híbridos; o Circuito Turístico Terê-Fri (como é conhecida a RJ-130), uma rodovia com 67 quilômetros de extensão, servindo como um grande corredor turístico da região, onde podem ser encontradas diversas pousadas e hotéis-fazendas. Através dela, tem-se acesso aos Três Picos de Salinas, importante monumento natural do Parque Estadual dos Três Picos; e a Pedra da Tartaruga, uma formação rochosa similar a uma tartaruga, local ideal para a prática de rapel e de encontro entre jipeiros.

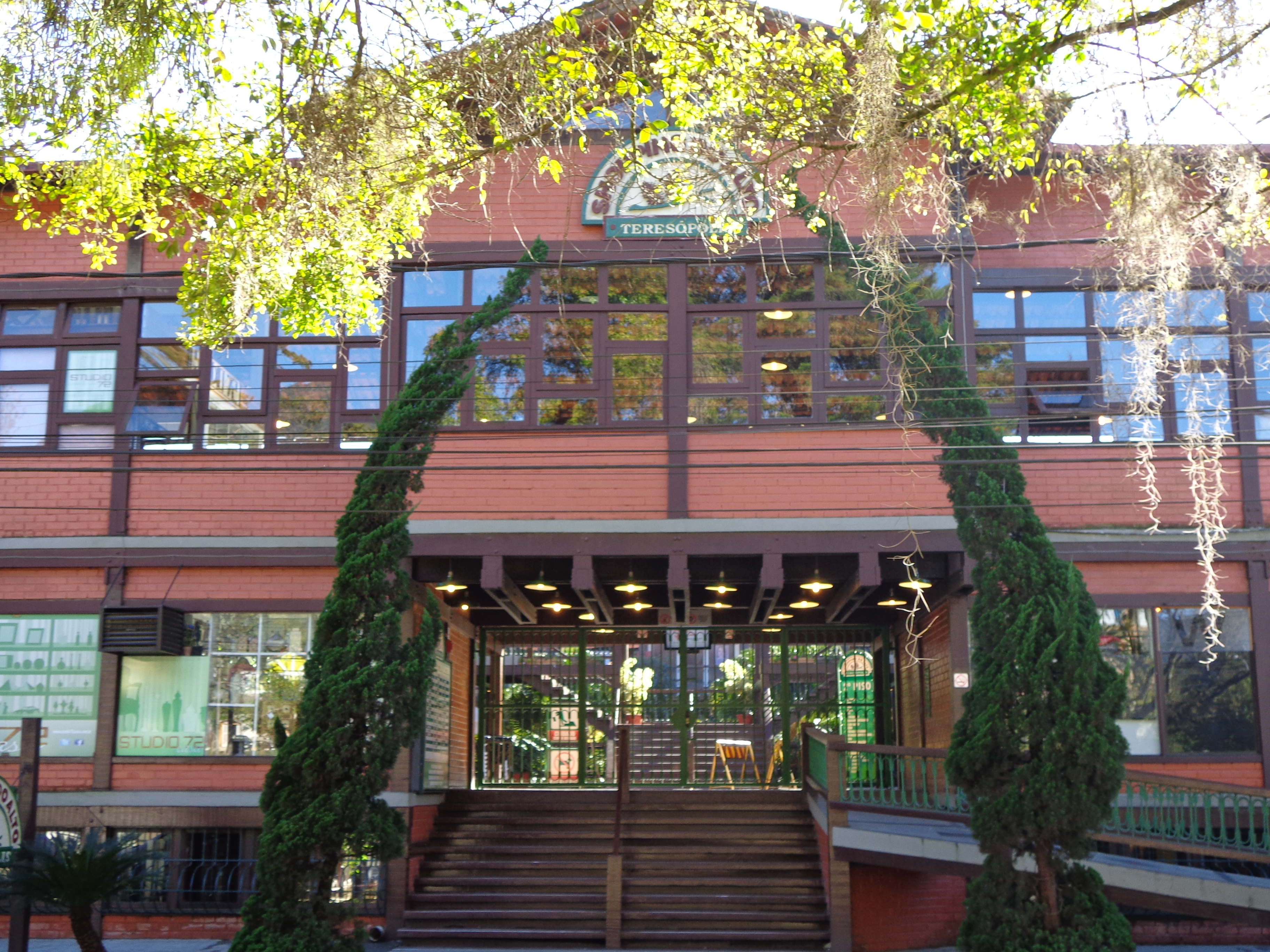
Shopping do Alto, um dos atrativos urbanos de lazer de Teresópolis.

Dentre os atrativos urbanos destacam-se: o Castelo Montebello Medieval, que possui traços que remontam a épocas vividas pelos senhores, os quais erguiam ainda a bandeira do feudalismo, servindo como palco para as aventuras da Jovem Guarda e também para diversas confraternizações da alta sociedade local; a Colina dos Mirantes, localizada no alto do morro da Fazendinha, que permite a visualização de grande parte da região urbana do município além do maciço da Serra dos Órgãos; a Feirarte (Feira de Artesanato de Teresópolis), também conhecida como Feirinha do Alto, que existe desde 1983 e reúne artesãos de diversos ramos em mais de 700 barracas; o imponente Higino Palace Hotel, no Alto, antigo estabelecimento de luxo da era Vargas; a Igreja Matriz Santa Teresa, construída em estilo gótico, em homenagem à padroeira da cidade, Teresa D'Ávila; o Mirante do Soberbo, também conhecido como Mirante da Vista Soberba, situado na entrada da cidade, de onde é possível avistar o pico Dedo de Deus, um dos marcos da região e símbolo do montanhismo brasileiro, bem como o pico do Escalavrado, a Boca do Peixe e outros pontos da Serra dos Órgãos; o Palacete Granado, onde está sediado atualmente o SESC Teresópolis, com atividades culturais e de lazer diversas, que já serviu como local de realização do Festival de Cinema Nacional (antes de ser transferido para Gramado); o Palácio Teresa Cristina, atual sede da Prefeitura Municipal de Teresópolis; e a Casa de Cultura Adolpho Bloch, situada próxima ao bairro do Alto, onde são realizadas exposições e mostras de vários tipos de expressões artísticas.

### Esporte

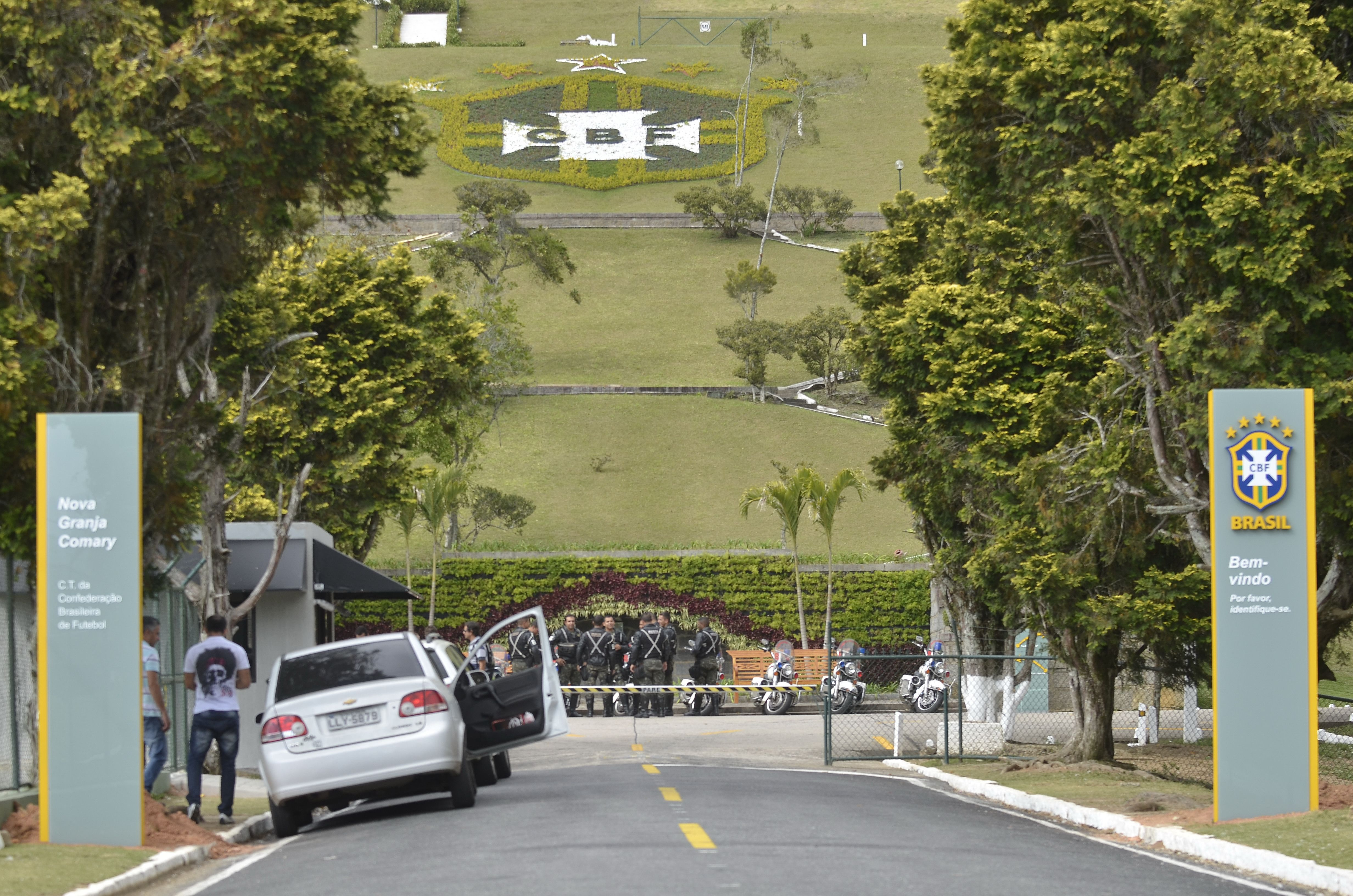
A Granja Comary serve como centro de treinamento para a Seleção Brasileira de Futebol em todas as suas categorias.

Teresópolis tem fama nacional por sediar a Confederação Brasileira de Futebol, onde a Seleção Brasileira treina, em uma área com mais de 150 mil metros quadrados de área verde divididos entre cinco campos e infraestrutura para atendimento aos atletas, tornando o local um dos mais modernos centros de treinamento do mundo. O vasto espaço da confederação é um ponto de atração para turistas. Além da Seleção principal, outras categorias patrocinadas pela CBF também usufruem do local, situado na Granja Comary, um dos mais belos e charmosos bairros da cidade.
Em relação ao esporte local, destaca-se o Ginásio Pedrão, que frequentemente é utilizado para realizar eventos esportivos de futebol de salão e jiu-jitsu. Na estrutura do ginásio ainda localiza-se o Museu Municipal do Esporte, e nas imediações a Praça de Esportes Radicais Alexandre Oliveira, ao lado de Terminal Rodoviário, servindo para prática de esportes radicais, sendo considerada durante algum tempo como uma das melhores pistas de skate do Brasil, sediando até um campeonato nacional da modalidade.
Cercada por natureza, a cidade é conhecida como a capital nacional do montanhismo. Muitos teresopolitanos praticam este esporte e alguns ganharam fama internacional, como Mozart Catão, um dos maiores montanhistas brasileiros, o primeiro a escalar o Everest, que morreu escalando o Monte Aconcágua, na Argentina, pela face sul, arrebatado por uma avalanche. Lugares como o Parque Nacional são muito procurados para a prática deste esporte, principalmente por abrigar a Pedra do Sino, o ponto mais alto da Serra, além do Escalavrado, Nariz do Frade, Agulha do Diabo, Dedo de Nossa Senhora e Pedra do Elefante. Destaca-se ainda a Mulher de Pedra, localizada em Vargem Grande, bairro situado no percurso do Circuito Terê-Fri (estrada entre Teresópolis e Friburgo), fazendo parte do Parque Montanhas de Teresópolis, onde também se encontra a Pedra da Tartaruga, local ideal para a prática de rappel e ponto de encontro de jipeiros. Além do montanhismo, a equitação é um esporte muito praticado por moradores e turistas da cidade, principalmente por ter áreas propícias para sua prática.
O futebol municipal, apesar de tradicional, não possui muito destaque nos cenários estadual e nacional. Os principais clubes são o Teresópolis e o Várzea, ambos centenários, e o Barra, com mais de meio século de existência. Ironicamente, desses clubes o com maior êxito é o Barra, que já foi vice-campeão da Copa Rio de 1995, perdendo para o Volta Redonda na final. O Teresópolis é o clube que mais disputou campeonatos profissionais nos últimos anos, no entanto a falta de apoio não permite que o mesmo se mantenha em uma divisão superior.

### Gastronomia
A cidade de Teresópolis, além de ser conhecida pelas belas paisagens naturais, é também muito diversificada em sua culinária. Restaurantes e bares movimentam a cidade durante o dia e noite. São encontrados restaurantes de culinária internacional, como alemã, russa, francesa, italiana, portuguesa e japonesa.